# Chinchillafell

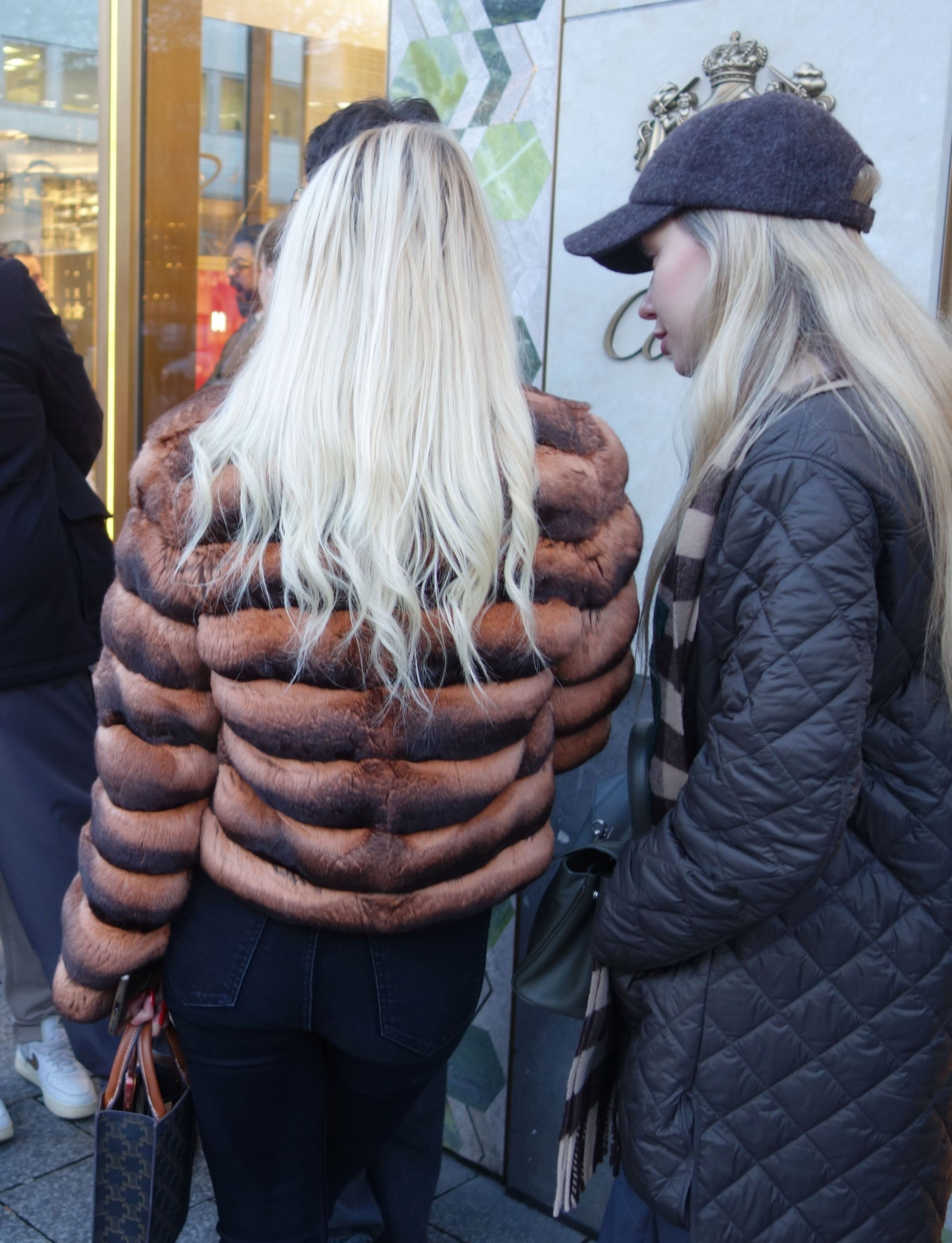
Jäckchen aus gefärbtem Chinchilla (2025)

Das Chinchillafell gilt seit seiner ersten überregionalen Nutzung neben dem Zobel als einer der wertvollsten Pelze im Rauchwarenhandel, das Haar gilt als das feinste Grannenhaar aller Pelztierarten. Diese Feinheit macht das Fell auch vergleichsweise empfindlich und deshalb neben der Verwendung als Besatzmaterial vor allem für Luxuspelze geeignet.
Diese außergewöhnlich große Wertschätzung des Felles des nur in einem relativ kleinen Gebiet, den Anden, vorkommenden Mitglieds aus der zoologischen Familie der Meerschweinchenverwandten führte sehr schnell fast zu seinem Aussterben, so dass nach seiner absoluten Inschutzstellung seit langem nur noch die Felle gezüchteter Tiere gehandelt werden.
Es werden die Felle der Langschwanz-Chinchillas und der Kurzschwanz-Chinchillas verarbeitet, beide gehören zur Gattung der Eigentlichen Chinchillas.
Die Rauchwarenbranche meint mit Chinchilla immer die Eigentlichen Chinchillas. Die Felle der zwei weiteren Chinchillagattungen Viscacha und Bergviscacha werden in einem eigenen Hauptartikel → Viscachafell behandelt.

## Allgemein
Sprachlich korrekt heißt es „die“ Chinchilla, im Rauchwarenhandel ist auch „das“ Chinchilla gebräuchlich.
Die Edelchinchilla gilt als eine ausgestorbene Unterart der Kurzschwanz-Chinchilla, eine weitere Unterart ist die Bergchinchilla. Für die Zucht wird fast ausschließlich eine zweite Art, die Langschwanz-Chinchilla, genutzt. Die gehandelten Felle stammen ausschließlich von Farmtieren, die anscheinend alle auf die elf Tiere, acht Männchen und drei Weibchen, zurückgehen, die der Amerikaner Chapman († 1934) nach längerer Beobachtung der Art aus Potrerillos in Chile 1923 nach Kalifornien, USA brachte. Spätere Aussiedelungsversuche wurden in der Sowjetunion im Gebiet des Pamirs unternommen.
Neben der edlen Optik macht das besonders geringe Gewicht das Fell für üppige Abendgarderobe geeignet. Es wurde der Vergleich mit einem gleich großen Stück Seidensatin gezogen, das nicht schwerer ist als ein Chinchillafell.
Das besondere Flair innerhalb der Edelpelze Anfang des 20. Jahrhunderts zeigt ein Zitat aus England: „Haben Sie jemals eine in Chinchilla vernarrte 'bourgeoise' Person getroffen? Hermelin haben Sie an Schönheiten entdeckt – und anderen. Sealpelz wird von den Reichen und Weisen bevorzugt, aber eine vornehme Dame ist nur die, die Chinchilla liebt.“

## Fell

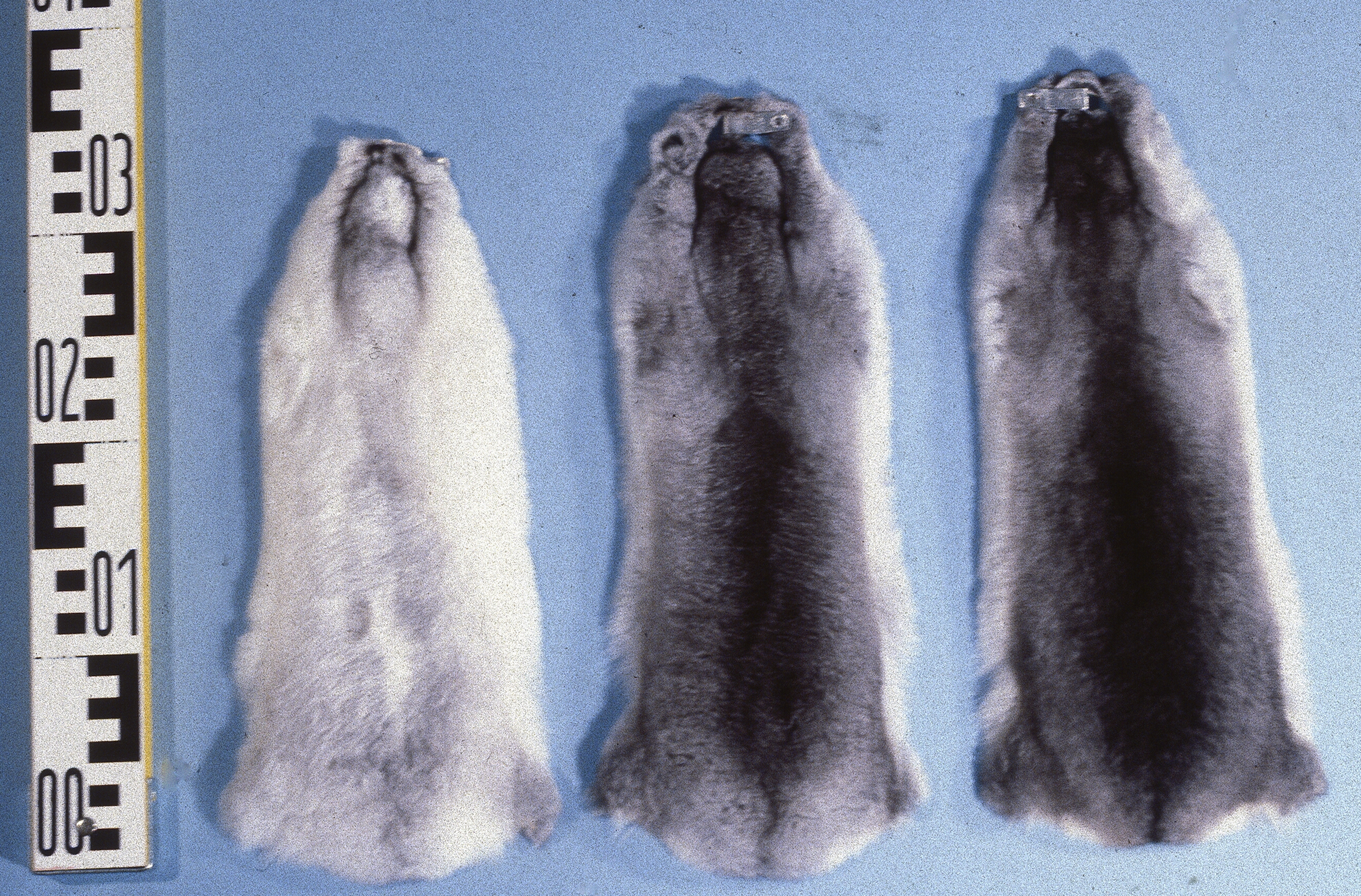
Drei Zucht-Chinchillafelle

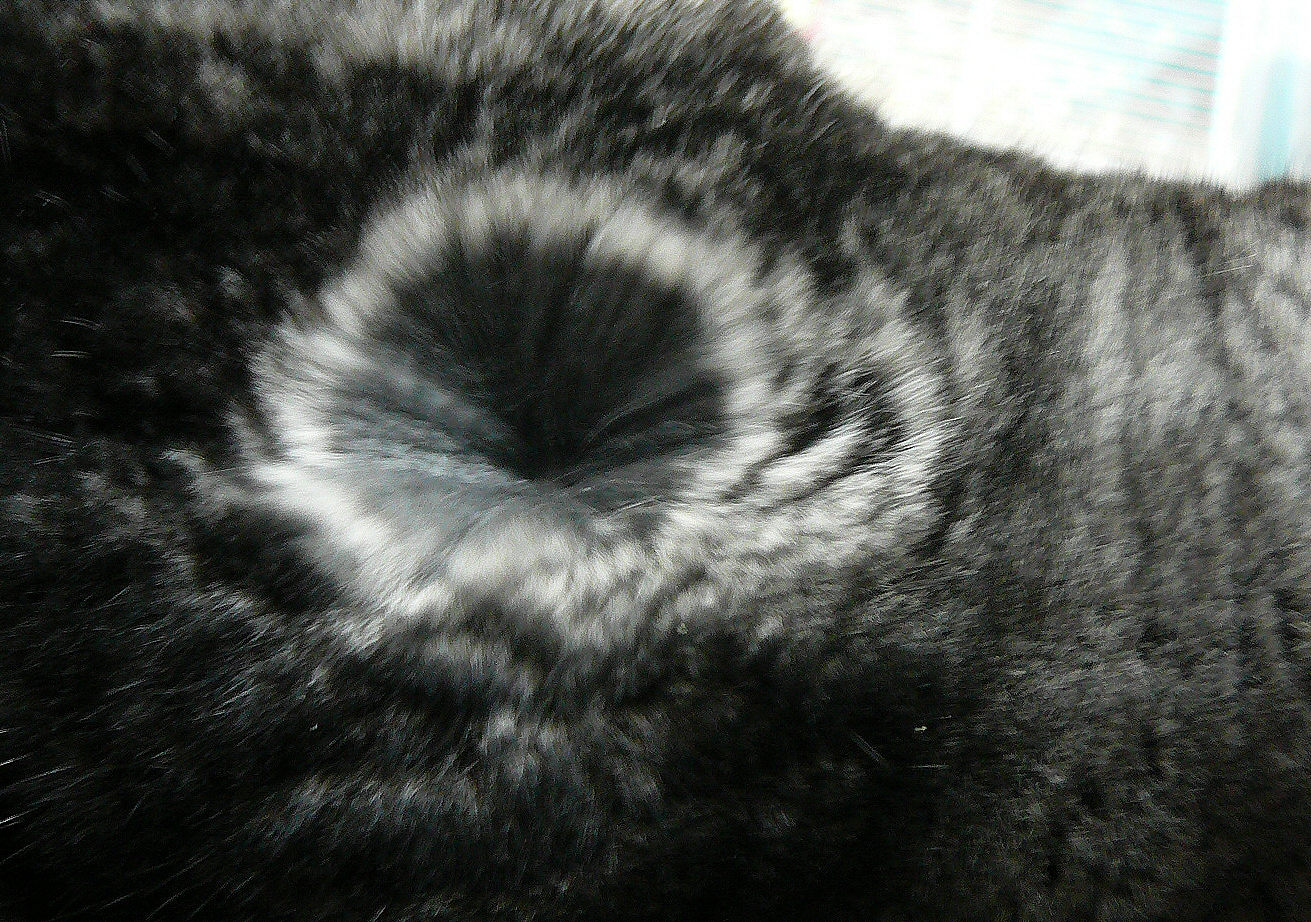
Beim Hineinblasen erkennt man die Feinheit des Chinchillahaars

Das Chinchillafell weist eine einmalige Besonderheit auf: Aus der Haarwurzel kommt nicht wie bei anderen Säugetieren ein einzelnes Haar, sondern 60 bis 80, mitunter noch mehr feinste Haare (etwa 30-mal dünner als Menschenhaar).
Zu der augenscheinlichen ungewöhnlichen Feinheit des Haars, über die in der Literatur ausnahmslos berichtet wird, stellt Bickel 1963 fest, dass dies keinesfalls der Fall sei. Eindeutig habe sich beispielsweise das Wollhaar von Bisam (10 µ), Nutria (10,8-11,2 µ) dem der Chinchilla mit 13 bis 14 µ überlegen erwiesen.
Dathe/Schöps nehmen dazu nicht Stellung, sie geben 1986 folgende Angaben: Das Oberhaar besteht nur aus Grannenhaaren (2 bis 2 ½ cm lang; 17,5 bis 25 µ stark); sie machen etwa ein Viertel des Fells aus. Die restlichen 75 Prozent bestehen aus sehr zarten, gewellten Wollhaaren (5 bis 15 µ). Sie werden unterschieden in Typ I mit breiten, doppelt-t-förmigen Lufträumen im Mark und Typ II mit nur schmalen Lufträumen ohne diese doppelt-t-förmige Ausprägung. Pro mm² finden sich 13 Verbundfollikel mit insgesamt 193 Haaren. Die Haarzahl pro Verbundfollikel beträgt 7 bis 27, durchschnittlich 14. Das etwas struppige Schweifhaar ist auf der Schwanzoberseite 4 bis 7 cm, unten etwa 1 cm lang.
Im Gegensatz zu anderen Fellarten, bei denen das Haar sich mehr oder weniger flach anlegt, steht das Chinchillahaar immer senkrecht vom Leder ab. Aufgrund des extrem trockenen Klimas in den Anden, dem Lebensraum der Chinchillas, haben sie nicht wie andere Tiere einen Fettschutz durch Talgdrüsen und Schweißdrüsen für das Haar entwickelt. Dadurch sind Chinchillas sehr empfindlich gegen Nässe und feuchte Kälte. Der fehlende Fettschutz der Haare wird neben der Haarfeinheit als weiterer Grund für die geringere Strapazierfähigkeit des Pelzes erwähnt.
Der Haltbarkeitskoeffizient für Chinchillafelle wurde anhand allgemeiner Erfahrung mit 20 bis 30 Prozent angenommen. Eine amerikanische Studie ordnete das Chinchillafell anhand von mikroskopischen Haaruntersuchungen bei 15 Prozent ein.
Bei einer Einteilung der Pelztiere in die Feinheitsklassen seidig, fein, mittelfein, gröber und hart wird das Chinchillahaar als fein eingestuft.
Die grundlegenden, den Wert des Chinchillafells bestimmenden Eigenschaften sind:
1. Klarheit der Farbe, setzt voraus, dass keine Flecken oder rostbraunen Töne vorhanden sind.
2. Dichte des Fells, sollte möglichst im ganzen Fell gleichmäßig sein. Beim Hineinblasen in das Haar sollte das Leder nicht zu sehen sein.
3. Schleierdecke (Grannendecke), sie ist wichtig für das Profil des Fells. Wenn sich die Schleierspitzen nur teilweise in Richtung auf die Seite hinunter ausdehnen, ist der Schleier nicht gut.
4. Textur ist die sichtbare Struktur beziehungsweise Beschaffenheit des Fellhaares, durch welche die Schönheit des Fells bestimmt wird. Sind Streifen, Wirbel oder sonstige Beeinträchtigungen des Musters zu sehen, so hat es keine gute Textur (Gefüge).[13]

Es werden unterschieden:

### Kurzschwanz-Chinchilla
- Die ausgestorbene Edelchinchilla, auch Echte Chinchilla, Große Chinchilla, Königschinchilla oder Peruanische Chinchilla war mit einer Länge von 36 bis 38 cm die größte Chinchillaart, die Schweiflänge betrug 14 bis 16 cm (einschließlich der Endhaare von 7 bis 9 cm). Das Fell war sehr rauch (ein Fell mit dichtem, nicht straff anliegendem Haar wird im Handel als „rauch“ bezeichnet), sehr seidig, äußerst weich doch häufig flattrig. Die Fellunterseite war sehr fein. Das Oberhaar war im Rücken 3 ½ bis 4 cm, am Bauch 2 bis 3 cm lang. Die Färbung war dunkler als die der Bergchinchilla, sie reichte von silbergrau bis dunkel schiefergrau (blaugrau), die Unterseite und die Füße waren weiß. Das Oberhaar war am Schaftgrund dunkelgrau, im oberen Teil weiß (gürtelförmig). Die Haarspitzen waren schwarzgrau, wodurch ein silberähnlicher Effekt entstand (Aguti-Färbung).[6][8]

1930 besaß das Naturhistorische Museum in Wien noch aus den 1840er Jahren stammendes Fellmaterial des großen Chinchillas. Da ein sehr starkes Publikumsinteresse für Chinchillapelz bestand, versuchte die Museumsdirektion schon seit einigen Jahren, frische Felle zu bekommen. Alle Versuche waren vergebens, so dass das vorhandene Material vor der Präparierung aufgearbeitet werden musste. Da dem Balg die Ohren fehlten, mussten künstliche Ohren geschaffen werden. Es fand sich jedoch niemand, der über die genaue Ohrenform Auskunft geben konnte. Nach langen Bemühungen gelang dann doch der Nachweis, dass die Ohren tellerförmig und breitoval waren.
- Eine weitere Unterart der Kurzschwanz-Chinchilla ist die Bergchinchilla, auch Bolivianische Chinchilla, Boliviano, Argentinische Chinchilla, La-Plata-Chinchilla, Kordilleren-Chinchilla, für die geringeren Sorten auch Chinchillona; außerdem Indiano, Kleine Kurzschwanz-Chinchilla, Brevicaudata.[6]

Das Vorkommen reicht vom bolivianischen Departamento Potosí bis zur Provinz La Rioja in West-Argentinien in Höhen von 2500 bis 4000 m.
Das sehr feine Haar ist kurz, rauch, sehr fein und dicht, jedoch weniger rauch als das der Edelchinchilla.
Das Oberhaar ist 2 bis 2 ½ cm lang, die Schnurrhaare 11 bis 13 cm; die Fellfarbe ist lichtgrau mit dunkler Sprenkelung. Die Kopfrumpflänge beträgt 30 bis 32 cm, die Schweiflänge 14 bis 16 cm.
Der Haarwechsel ist wenig auffällig.
Als noch in größerer Menge Chinchillafelle in den Handel kamen, wurden die einzelnen Arten (Edelchinchilla, Bolivia) in bis zu zehn Farbklassen sortiert.
Die Bezeichnung Chinchillona scheint nicht eindeutig für eine Art in Gebrauch gewesen zu sein. Schon 1844 kommt der Forschungsreisende v. Tschudi nach einem fünfjährigen Forschungsaufenthalt in Chile zu diesem Schluss: „Es ist ein ebenso unbelohnender als schwieriger Versuch, das, was die älteren Reisenden und Tierbeschreiber von den Chinchillas und Viscachas erzählen, auf irgendeine Weise auf irgendeine Species beziehen zu wollen. Nachdem wir mit der größten Sorgfalt alle Angaben der alten Originalwerke nachgelesen und zu enträtseln gesucht haben, sind wir endlich von dieser unfruchtbaren Arbeit abgestanden, mit der Überzeugung, daß es nie gelingen werde, damit ins Reine zu kommen, besonders weil wir aus eigener Erfahrung wissen, daß die Eingeborenen in ihren Bezeichnungen diese Tiere durchaus nicht scharf trennen und fortwährend Chinchilla und Viscacha miteinander verwechseln.“ Ähnliches gab er für den Rauchwarenhandel an: „Wir haben uns in Berlin in mehreren Pelzwaaren-Magazinen nach sogenannten Chinchillafellen umgesehen und unter denselben drei verschiedene Species gefunden, nämlich kleine feine von E. Laninger, zum Werte von 15 -20 Thaler das Dutzend, und größere, weniger weiche zu 4-6 Thaler das Dutzend; letztere gehören den beiden Species von Lagidium an; es sind aber gewöhnlich unter zehn Fällen acht von L. peruvianum und nur zwei von L. pallipes.“
Franke/Kroll bezeichnen 1988 mit Chinchillona die geringen Sorten der Bergchinchilla (zoologisch Hasenmäuse) sowie die besseren, aus den höheren Gebirgsgegenden kommenden, mehr blaugrauen Sorten der Viscachafelle (in Abgrenzung zu den Hasenmäusen oder Bergviscachas auch Flachland-Viscacha genannt).
Der im Jahr 1934 fast 50 Jahre im Chinchillafellhandel tätige Richard Gloeck berichtet zu der Zeit von den in Südamerika „Indianos“ genannten Chinchillonas, dass sie von den Osthängen der Kordilleren in Argentinien kommen. Sie wurden in Buenos Aires gesammelt, wohin sie herumreisend hausierende Türken brachten. Diese hatten als Oberhaupt einen Primas, dessen Sitz sich in der Straße Reconquista befand. Dort hat er die Felle besichtigt und in der Größe und Rauche eine Ähnlichkeit mit den Echten Chinchillas festgestellt. Die Felle waren allerdings ganz gelb und ohne Färben nicht zu gebrauchen. Er ließ sie zuerst in Paris überfärben (blenden, die Oberfläche blau färben) und später noch einmal, diesmal viel besser, in Leipzig. Sein Resümee war jedoch: „Diese Art zu züchten hat keinen Zweck“.
Ein Kürschner schreibt, dass die Bergviscacha, beziehungsweise im Fellhandel Chinchillona genannten Felle, sehr weich und von einem angenehmen blaugrau sind, dass sie vom Laien nicht selten für Chinchilla gehalten werden. Ohnehin herrschte die meiste Zeit über die Chinchillaarten eine recht große Verwirrung, weil der Fellhandel weder Kenntnis von der zoologischen Forschung noch von dem Herkommen der Felle nahm, sondern sich nach den Haupthandelsplätzen oder Stapelplätzen richtete, an denen die Indios beziehungsweise die Aufkäufer zweiter Hand ihre Ware anboten.
Der lange Zeit gebräuchliche Name Bastard-Chinchilla für die Felle der Bergchinchilla sowie auch für die Langschwanz-Chinchilla ist beide Male unberechtigt, es handelt sich nicht um Bastarde, sondern um eigene Unterarten.
Wegen der ungleichen Haarlänge ist das Fell nicht so gut für die Pelzverarbeitung geeignet wie das der Langschwanz-Chinchillas.

### Langschwanz-Chinchilla
Weitere Bezeichnungen für die Langschwanz-Chinchilla sind Chilenische Chinchilla, Kleine Chinchilla, Bastard-Chinchilla (siehe auch Bergchinchilla), Wollmaus, Küsten-Chinchilla und Langera.
Ihre Heimat sind die Westabhänge der Anden, vor allem in der nördlichen Hälfte von Chile, bis 3000 m Höhe. Sie ist die kleinste Art mit einer Kopfrumpflänge von 25 bis 26 cm und einer Schweiflänge von 17 bis 18 cm (einschließlich der Endhaare). Die Behaarung ist kurz, rauch, ebenfalls sehr fein und dicht. Die Färbung ist ähnlich der Bergchinchilla, lichtgrau mit dunkler Sprenkelung, jedoch schmutzig gelbgrau bis dunkel blaugrau. Die Haarlänge beträgt 2 ½ cm.
Für den Fellhandel werden fast nur Langschwanz-Chinchillas gezüchtet.

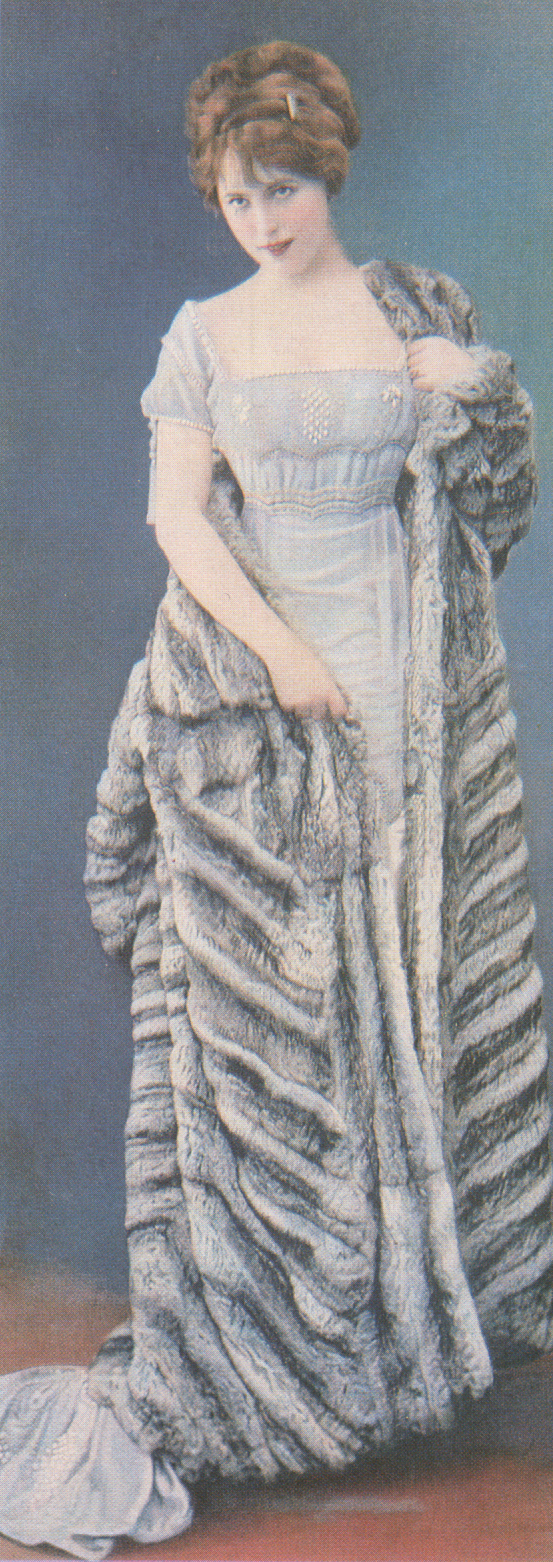
Abendmantel (Paris, 1907)
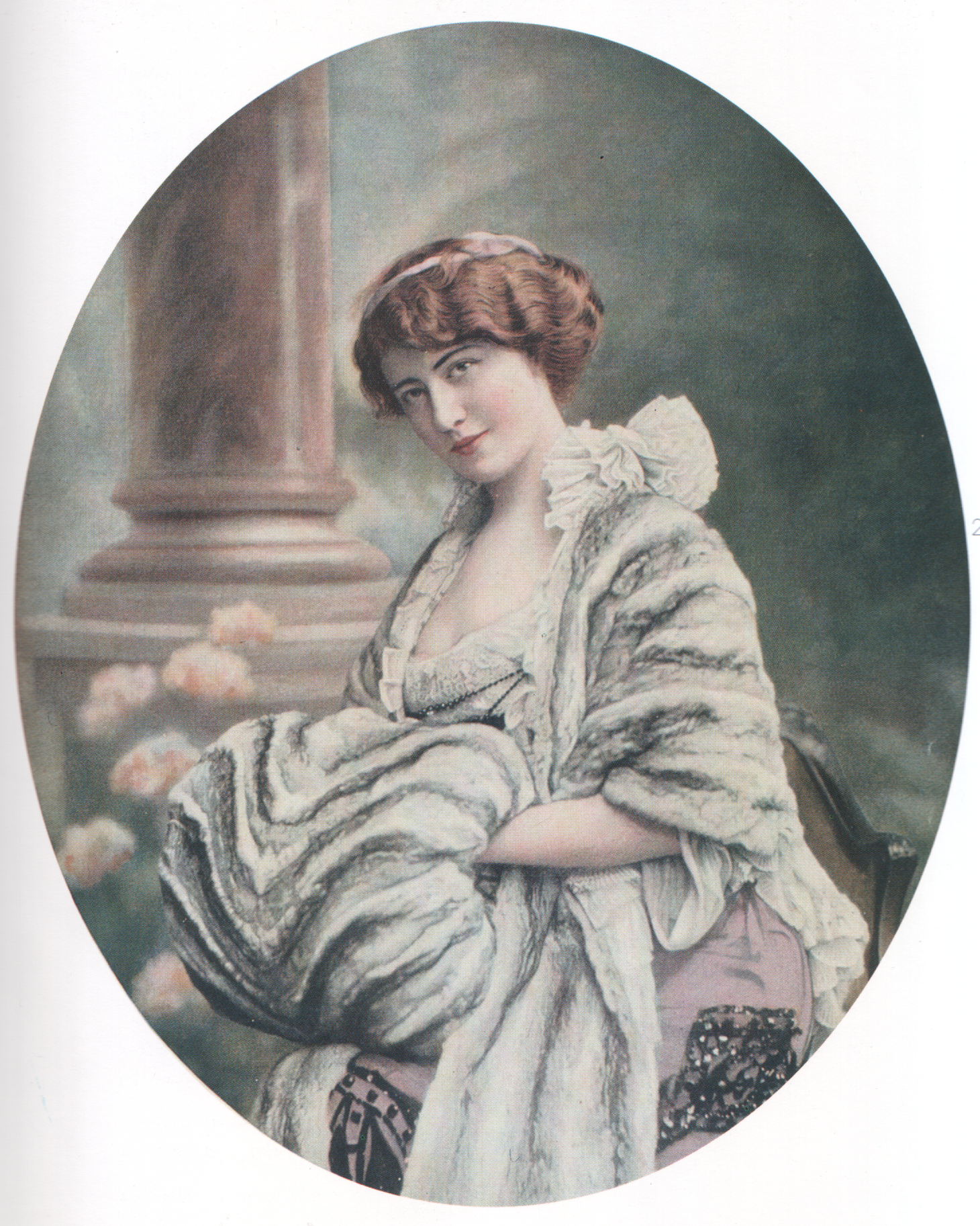
Stola und Muff (Frankreich?, 1903)
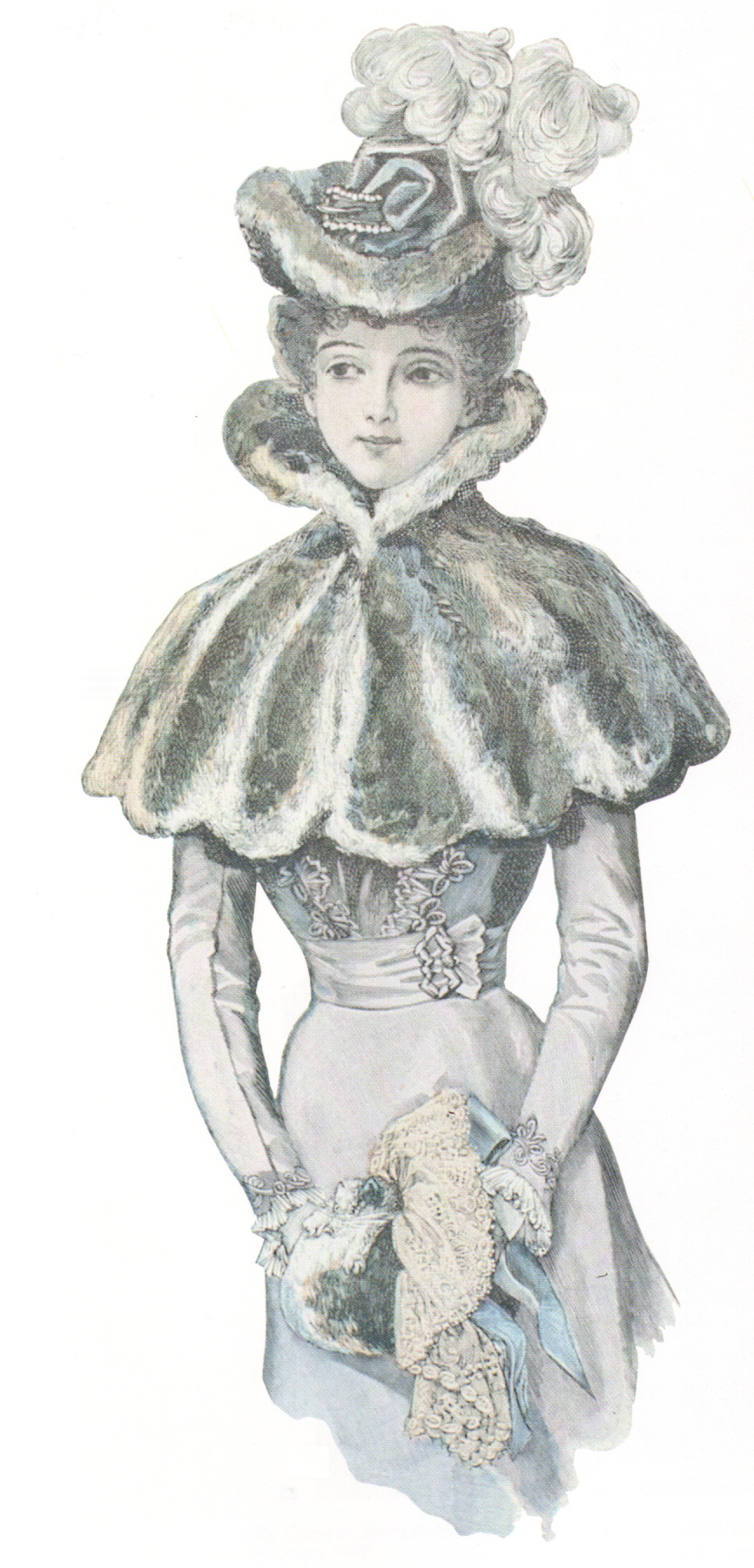
Kurzcape, Hut und Muff (Frankreich, 1900)

## Geschichte, Handel

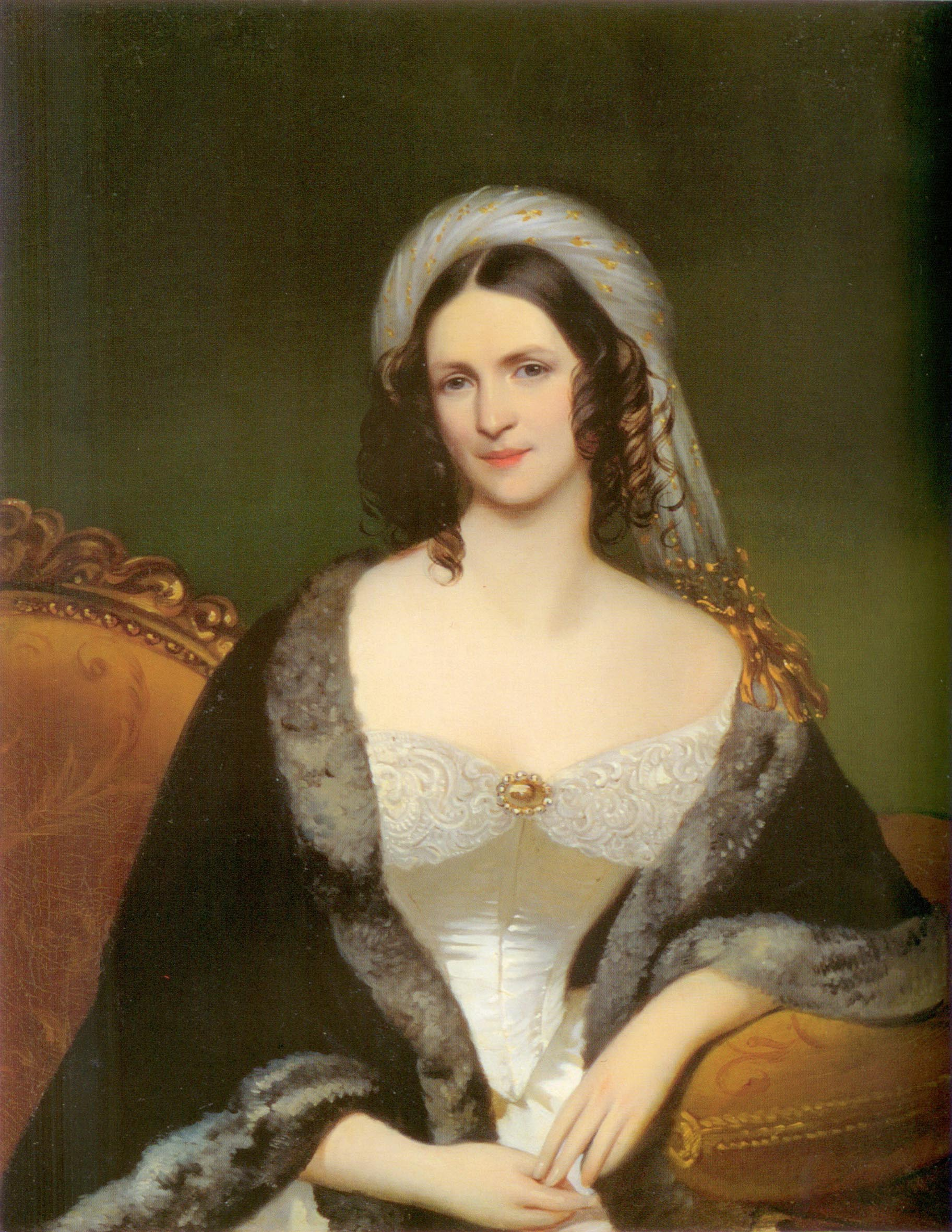
Countess Sofia Apraksina (1798–1885) mit chinchillaverbrämtem Cape

Schon seit 900 v. Chr. sollen die Felle von einem die Hochgebirgszüge der Anden bewohnenden Indianerstamm, den Chinchas, genutzt worden sein. Von den Inkas, die die Chinchas unterwarfen, wurde das Fell zum Königspelz erklärt. Bereits in der ersten bekannten, schriftlichen Erwähnung der Chinchillas im Jahr 1590 wurde die Nutzung des Felles und des feinen seidigen Chinchillahaars erwähnt. Wörtlich heißt es: „Chinchillas sind eine Art kleiner Tiere wie Eichhörnchen. Sie haben ein Haar von wunderbarer Weichheit. Ihre Felle werden aus Schmuck- und Gesundheitsgründen getragen, um den Magen und andere Teile zu schützen, die mäßiger Wärme bedürfen. Auch Decken oder Bettdecken gibt es aus dem Haar dieser Chinchillas“. Als die Spanier Peru und Chile eroberten, waren die Tiere noch so zutraulich und zahlreich, dass man am Tag tausende davon zu Gesicht bekommen konnte. Das einmalig dichte, feine und weiche Fell wurde den Chinchillas fast zum Verhängnis. Unter den Ureinwohnern hatten sich die Bestände kaum verringert, als die Felle jedoch nach Europa kamen und begehrt wurden, entwickelte sich die Jagd für viele Indianer zur einzigen Erwerbsquelle.

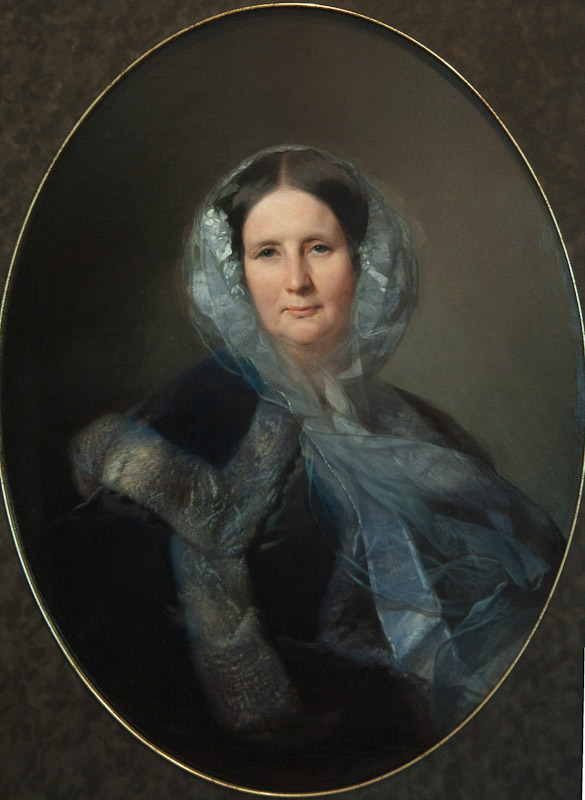
Verbrämung aus Chinchillafell, Russland 19. Jh.

Durch die spanischen Konquistadoren kamen die Felle erstmals als Rarität nach Europa an den spanischen Hof. Von dort gelangten sie nach Frankreich, wo sie zur Zeit Napoleons I. sehr geschätzt waren: „Aber alle sind sich in dem Wunsche einig, einige Felle dieser Wildkatze zu bekommen, die aus Süd-Amerika stammt und sich Chinchilla nennt. In Europa gibt es davon, wie es scheint, nur einige 20 davon und nur vier oder fünf Pariserinnen haben die Aussicht, diese zu besitzen.“
Seit 1829 wurden die Tiere genauer bekannt, etwa zu oder nach dieser Zeit sind die ersten Felle aus Peru auf die Auktionen nach London gekommen.
Als etwa vor 1880 die ersten Chinchillas auf den Fellmarkt kamen, wusste man mit den „flattrigen, unsoliden, hohen“ Fellen nichts anzufangen. Die erste größere Lieferung wurde „mit Mühe und Not schließlich der Hutbranche aufgeredet zu 30 sh/- das Dutzend (echte Bolivia und Peru)“. Der Leipziger Rauchwarenhändler Arthur Hermsdorf bemerkte um 1940 dazu: „Heute würden gern 1000.-- Mark für schöne Felle bezahlt, wenn sie nur in guter Qualität und zusammenpassend zu haben wären“.
1894 wurden aus Chile etwa 400.000 Felle exportiert. Der europäische Handel erfolgte über London, weitere Importe kamen anfangs ausschließlich durch die französische Firma Felix Fauvre & Cie. in Le Havre. Der größte Teil wurde anschließend über Leipzig umgesetzt, das andere der beiden damaligen europäischen Handelszentren für Rauchwaren neben London. Der Leipziger Rauchwarenhändler Richard Gloeck, von seinen Kollegen Chinchillakönig genannt, verkaufte 1899 allein 18.500 Felle. Ende des 19. Jahrhunderts gab es in Leipzig und im nahegelegenen Markranstädt Fachleute, die die Pelzzurichtung des feinen Leders, das dem des Fehfelles ähnelt, so gut verstanden, dass sie weltweit Aufträge erhielten. Bereits 1910 war der Anfall so weit zurückgegangen, dass mit einem Aussterben gerechnet werden musste. Deshalb vereinigten sich Chile, Argentinien, Bolivien und Peru 1917 zur Konvention zum Schutz der Chinchillas, wonach Jagd und Fang wie auch die Ausfuhr verboten waren. Eine Pelzfachzeitschrift berichtet dagegen erst 1921, dass die peruanische Regierung die Jagd auf Chinchilla und den Verkauf der Felle und der daraus gemachten Artikel untersagt habe und erwähnt dabei: Der Erlass vom 8. Oktober 1920 betreffend Vicunjafelle wird auf Chinchilla ausgedehnt. Händler, die Chinchilla einführen wollen, müssen eine Herkunftsbescheinigung beibringen. Auf jeden Fall kamen nur noch allerkleinste Mengen in den Handel, die der New Yorker Rauchwarenhandel aufnahm. Praktisch standen sie dem internationalen Markt damit nicht mehr zur Verfügung, gab es also seitdem auch kein Pelzwerk aus Chinchilla mehr. Die wenigen noch frei lebenden Chinchillapopulationen stehen jetzt unter vollem Schutz (Anhang I des Washingtoner Artenschutz-Übereinkommens). Alle heute gehandelten Chinchillas stammen deshalb aus der Zucht.

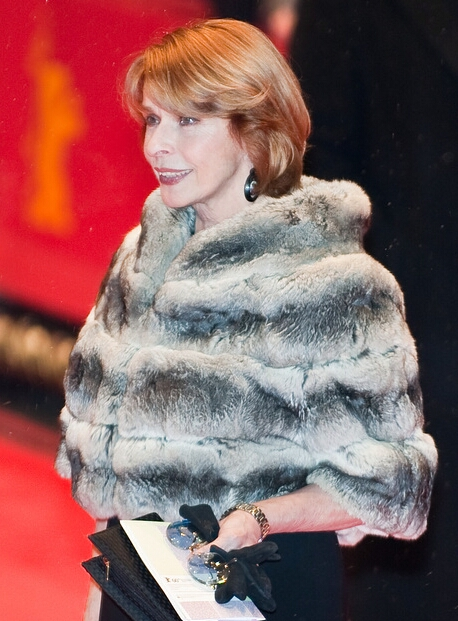
Chinchillacape; Senta Berger auf der Berlinale 2010

Die ersten Zuchterfolge von Chinchillas gab es 1895 in Chile. 1913 wurde dann von einem Engländer, Sir Thomas Murray, ein Gebirgsareal eingezäunt und mit über 500 Tieren besetzt, die aber innerhalb kurzer Zeit an seuchenhaften Erkrankungen und Anderem starben. 1918 versuchte der amerikanische Bergbauingenieur Mathias F. Chapman Chinchillas zu züchten. Er erhielt die Erlaubnis, 23 zuchtreife Langschwanz-Chinchillas, die er von einheimischen Jägern fangen ließ, auszuführen. Mit elf Tieren, sieben Males und vier Females, den „Famous Eleven“, erreichte er nach stürmischer Seefahrt Kalifornien. Diese Tiere bildeten den Zuchtstamm für die nun entstehende und sich stark ausbreitende Chinchillazucht in Nordamerika, die sich nach dem Zweiten Weltkrieg auch nach Europa ausdehnte. Hier wiederholte sich das Gleiche wie in der Silberfuchszucht in den 1920er-Jahren; man versprach den angehenden Züchtern Riesengewinne, versicherte, dass die Tiere auf kleinstem Raum (Balkon, Keller) gehalten werden könnten, dass sie als Pflanzenfresser sehr billig in der Haltung seien und machte weitere, nicht immer der Wirklichkeit entsprechende Versprechungen.
Tatsächlich erzielte man aber nur aus dem Verkauf der Zuchttiere so hohe Erlöse, in Amerika um 1940 zwischen 3000 und 4000 Dollar und 1953 noch zwischen 500 und 900 Dollar pro Paar. Da zum Teil auch noch minderwertige Zuchttiere verkauft wurden, waren auch die Felle minderwertig und erbrachten kaum einen Gewinn.
Für die ersten Jahrzehnte der Chinchillazucht wird angenommen, dass es sehr bald wesentlich mehr Chinchilla- als Nerzzüchter gab, da Nerze meist in größeren Farmen, Chinchillas dagegen in Kleinbetrieben, teils im Haus, gehalten wurden. Aber erst 1950 bildete sich wieder ein Markt mit einer großen Nachfrage für Chinchillafelle. Amerikanische Züchtervereinigungen veranstalteten große Werbekampagnen und brachten Felle unter Phantasienamen wie „Aurora Chinchilla“ oder „Charisma Chinchilla“ auf den Markt.
Den ersten Chinchillamantel der Welt erhielt Königin Isabella von Spanien (1833–1904) aus den Händen eines Hauptmanns, der in den südamerikanischen spanischen Besitzungen als Steuereintreiber tätig war. In den 1950er Jahren ließ sich die Filmschauspielerin Zsa Zsa Gabor von Rafael Trujillo, dem Sohn des Diktators der Dominikanischen Republik, einen Chinchillamantel im Wert von 100.000,- DM schenken. Marie Louise Steinbauer merkt dazu an: „Es störte die attraktive Ungarin überhaupt nicht, dass die Mittel für den Chinchilla aus der amerikanischen Entwicklungshilfe für die südamerikanische Inselrepublik stammten“. 1956 sollen nach der damaligen Angabe der amerikanischen Züchtergemeinschaft N. C. B. A. (National Chinchilla Breeders Association) weltweit 37 Chinchillamäntel existiert haben. Den angeblich zehnten Mantel erhielt Gräfin Mary Anselmi, Gattin eines ehemaligen Konsuls in Berlin.
Mutationstiere sind inzwischen, ebenso wie in der Nerzzucht, angefallen und planmäßig weiter gezüchtet worden; unter anderem in den Farben weiß mit dunklen Grannen, Hell-, Mittel- und Dunkelsilber, Saphir, Hell-, Mittel- und Dunkelbeige. Hell-, Dunkel- und Mittel-Holzkohle (Charcoals) mit weißen oder beinahe weißen Bäuchen, Hell-, Mittel- und Dunkelschwarz, mit braunen oder schwarzen Bäuchen. 1988 gab es etwa 25 Farbsorten.
2001/2002 begann der Chinchillafarmer Niels Sørig mit der Zucht eines doppelt rezessiven Typs aus den Farben Afro Violet und Saphir. Die Felle kamen erstmals 2011 unter dem Namen Blue Diamond auf die Kopenhagener Auktion.
Um 1900 richtete sich der Wert der Wildchinchillas nach der Reinheit der Farbe. Es wurde sortiert in Reingrau, Gelblich, Gelb, und Sehr Gelb. Helle und dunkle Farben hatten meist den gleichen Preis, zwischen Reingrauhell und Reingraudunkel wurde gewöhnlich kein Preisunterschied gemacht.
Die heutigen Fellsortimente werden nach Größen eingeteilt, in Größe I, II und III, sowie nach Farben in dunkel, mittel und hell. Während bei anderen Fellarten meist die männlichen Tiere die besseren Preise erzielen, sind es bei den Chinchillas die Females, die einen größeren Körper aufweisen.
Das Fell wird offen, also nicht rund abgezogen, angeliefert.
In Deutschland werden inzwischen Chinchillas fast ausschließlich für die Heimtierhaltung gezüchtet (2012).

## Veredlung, Verarbeitung

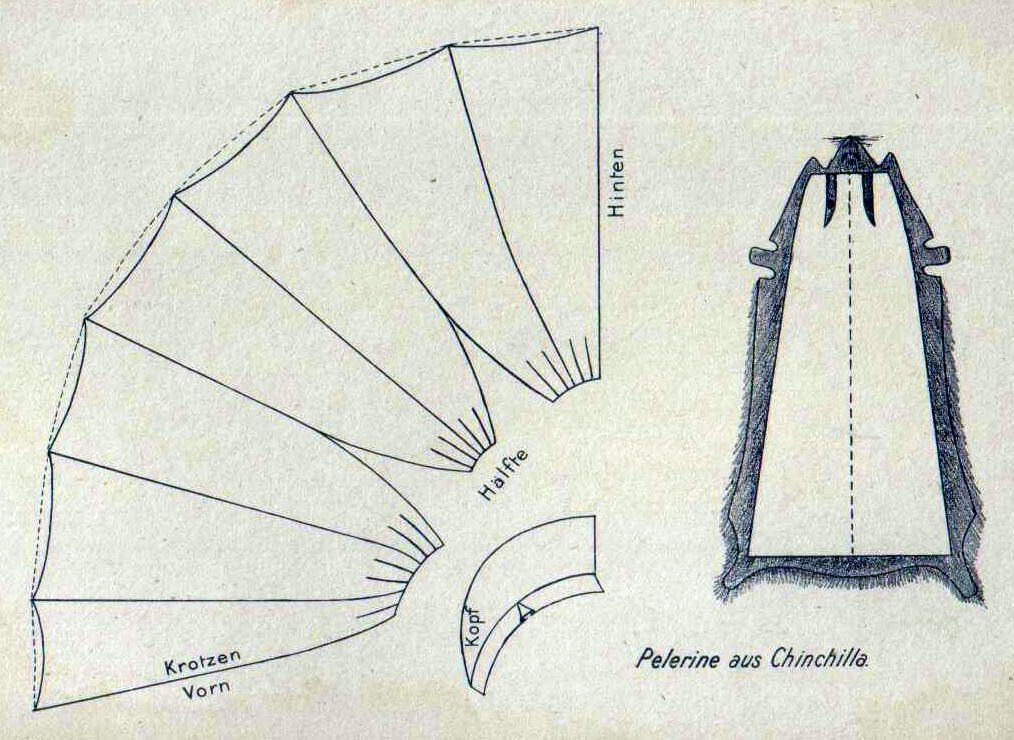
Fellzuschnitt einer kleinen Chinchilla-Pelerine (1895)

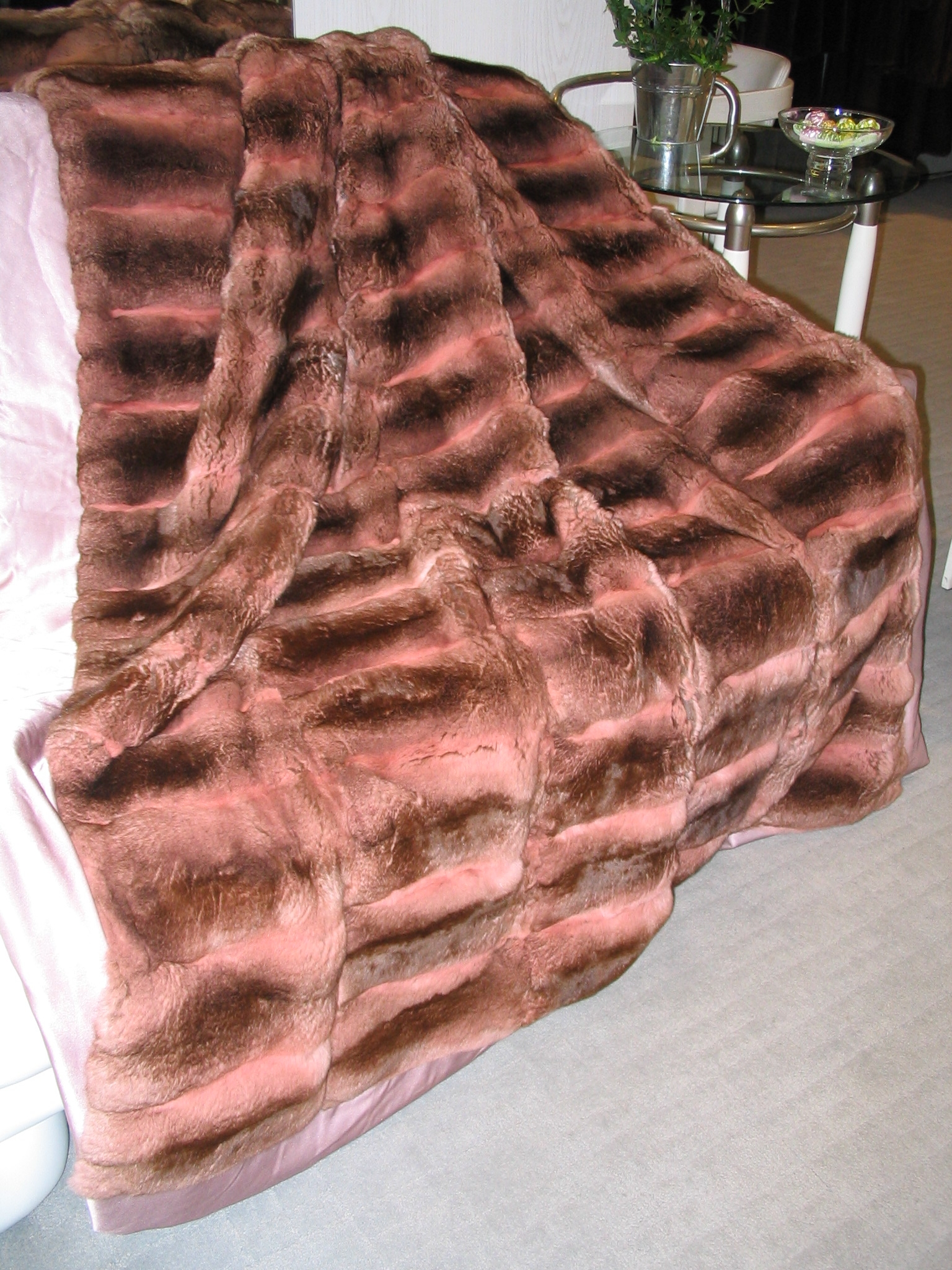
Decke aus gefärbtem Chinchilla (2009)

Eine wichtige Rolle für die Güte des zur Verarbeitung kommenden Fells macht die Qualität der Zurichtung (Gerben) und der Veredlung der Felle aus. Das feine Leder soll danach zügig, reißfest und so alterungsbeständig wie möglich sein. Da das naturgraue Fell unerwünscht mehr oder weniger gelbstichig ist, wird die Haarfarbe oft verbessert, das Fell wird geschönt bzw. gebläut. Bei fehlfarbigen Fellen oder aus modischen Aspekten werden die Haare auch in alle von den Kürschnern oder Designern gewünschten Farben eingefärbt. Für die Veredlung allgemein siehe den Hauptartikel → Pelzveredlung.
Die Verarbeitung zum fertigen Kleidungsstück ist wegen des feinen Fells sehr viel diffiziler als
bei anderen Pelzarten. Kürschnermeister Rudolf Toursel aus Düsseldorf weist 1964 in einer Arbeitsanweisung für eine Jacke auf einige der Besonderheiten hin (gekürzt): Am Kopf ist das Haar bis fast zur Mitte des Felles dünner und oft flattriger, nach dem Pumpf zu wird es dann ganz dicht und die dunklen Spitzen treten intensiv hervor. Die Seiten sind sehr dünn, weiß und flattrig. Bei der geringsten Berührung mit Wasser kräuselt sich das Haar sofort, wird aber nach dem Trocknen wieder glatt. Das Leder ist – hauptsächlich im oberen Drittel und an den Seiten – extrem dünn und reißt leicht. Die weißen, dünnen Seiten werden in der Regel mit verwendet, weil sie einen lebhaften Kontrast in das Ganze bringen können. Kann man sich es jedoch leisten, die Seiten wegzuschlagen, so kommt das der Qualität des Stückes zugute. Obwohl eine Chinchillajacke z. B. kein Pelz zum Strapazieren ist, sind die sehr dünnen Seiten doch recht empfindliche Stellen. Durch das häufige Vorkommen von Nachwuchsstellen wird das Anbrachen meist recht unangenehm. Dabei ist aber darauf zu achten, daß man die Druckkraft der (Pelznähmaschinen-)Teller ganz locker stellt, weil sonst das Leder zu leicht perforiert werden kann. Jedes Fell hat bis zu einem gewissen Grad Zugfähigkeit in die Länge und in die Breite. Wenn diese über die Erträglichkeit in Anspruch genommen wird, dann reißt das Fell an dieser Stelle sofort. Vorsichtig wird das fertige Stück gezweckt. Man benutzt dazu nur Stecknadeln. Beim Einstreichen darf kein Wasser in das Haar kommen, denn das seidige Haar verdrückt sich dann zu leicht, und diese Druckstellen sind zum Schluss schlecht zu entfernen. Man muss also vorsichtig, am besten mit einem Lappen einstreichen, weil durch das dünne Leder sofort das Wasser durchdringt und das Haar nass werden lässt. Keine fetthaltigen Zweckwasserzusätze!!! Sie bekommen dem Haar sehr schlecht und lassen sich kaum wieder entfernen. Eigentlich sollte man das gezweckte Stück hochheben, so daß sich das Haar nicht so verdrücken kann, aber das ist fast unmöglich, weil das Leder, wenn es naß ist, zu schwammig ist und sich an den Nadeln zu viel Wellen bilden. Chinchillaleder reißt wohl sehr leicht, ist aber erstaunlich widerstandsfähig gegen Wärme. Das abgezweckte Stück sieht meist erschreckend verdrückt aus und bietet einen enttäuschenden Anblick. Das verdrückte Fell „beruhigt“ sich während der Weiterverarbeitung wieder. Ein vorsichtiges Klopfen lässt das Haar richtig spielen und die erlesene Pracht dieses edlen Materials zur vollen Entfaltung kommen.
Im Jahr 1965 wurde der Fellverbrauch für eine für einen Chinchillamantel ausreichende Felltafel mit 150 bis 200 Fellen angegeben (sogenanntes Mantel-„Body“). Zugrundegelegt wurde eine Tafel mit einer Länge von 112 Zentimetern und einer durchschnittlichen Breite von 150 Zentimetern und einem zusätzlichen Ärmelteil. Das entspricht etwa einem Fellmaterial für einen leicht ausgestellten Mantel der Konfektionsgröße 46 des Jahres 2014. Die Höchst- und Mindest-Fellzahlen können sich durch die unterschiedlichen Größen der Geschlechter der Tiere, die Altersstufen sowie deren Herkunft ergeben. Je nach Pelzart wirken sich die drei Faktoren unterschiedlich stark aus.
Infolge der feinen Haarstruktur und des sehr dünnen Leders werden Chinchillafelle hauptsächlich für Abendpelze, Pelzstolen und Besätze verwendet.

## Chinchilla in Zusammenhang mit anderen Fellarten
Alle hochwertigen Fellarten wurden und werden in der Pelzbranche von den Pelzveredlern mit geringwertigen Fellarten mehr oder weniger gut nachgeahmt, beispielsweise Zobel, Silberfuchs, Nerz und natürlich auch Chinchilla. In besonderem Maß muss dafür das preiswerte, massenhaft vorkommende Kaninchen herhalten. Hier ist es allerdings gelungen, eine Rasse heranzuzüchten, die im Naturzustand der Chinchilla sehr ähnlich sieht, das Chinchilla-Kanin sowie das Chinchillarex-Kanin. Da das Fell nicht erst gefärbt werden muss, stellt es auch ohne den Makel des Ersatzmaterials einen sehr schönen Pelz. In Zeiten niedrigerer Arbeitslöhne wurden Chinchilla-Kaninfelle mithilfe aufwändiger Arbeitstechniken 1:4 verkleinert (1:2 „Umschneiden“ und längs halbieren) oder zum schmalen Streifen ausgelassen, um sie dem kleineren Chinchillafell auch in der Größe anzunähern.
Australian chinchilla, für australisches Opossumfell
Chinchillahase, ursprünglich Polarhasen, die sowohl im naturlangen Haar, wie auch geschoren, chinchillaartig gefärbt wurden, später auch für die Chinchillakanin
die Chinchillakatze wird wie das Chinchillakaninchen nur wegen ihrer gezüchteten Ähnlichkeit mit der Chinchilla so bezeichnet
Chinchillette, geschorene Polar-Hasenrücken, dunkler Grotzen, nach den Seiten zu weißlichgrau
Chinchillona, Bezeichnung für das Viscachafell, siehe auch oben
Chinchillaratten, mit diesem Ausdruck bezeichnet die Pelzwirtschaft zusammenfassend die kleinen Felle mehrerer Arten der so genannten Pelzratten, die im Naturzustand chinchillaähnlich aussehen, ihr Wert ist aber ungleich geringer. Sie gehören fast alle zu den Gattungen der Kammratten und der Seidenmäuse. Am bekanntesten unter ihnen sind die patagonische Kammratte und die Kleine Seidenmaus.

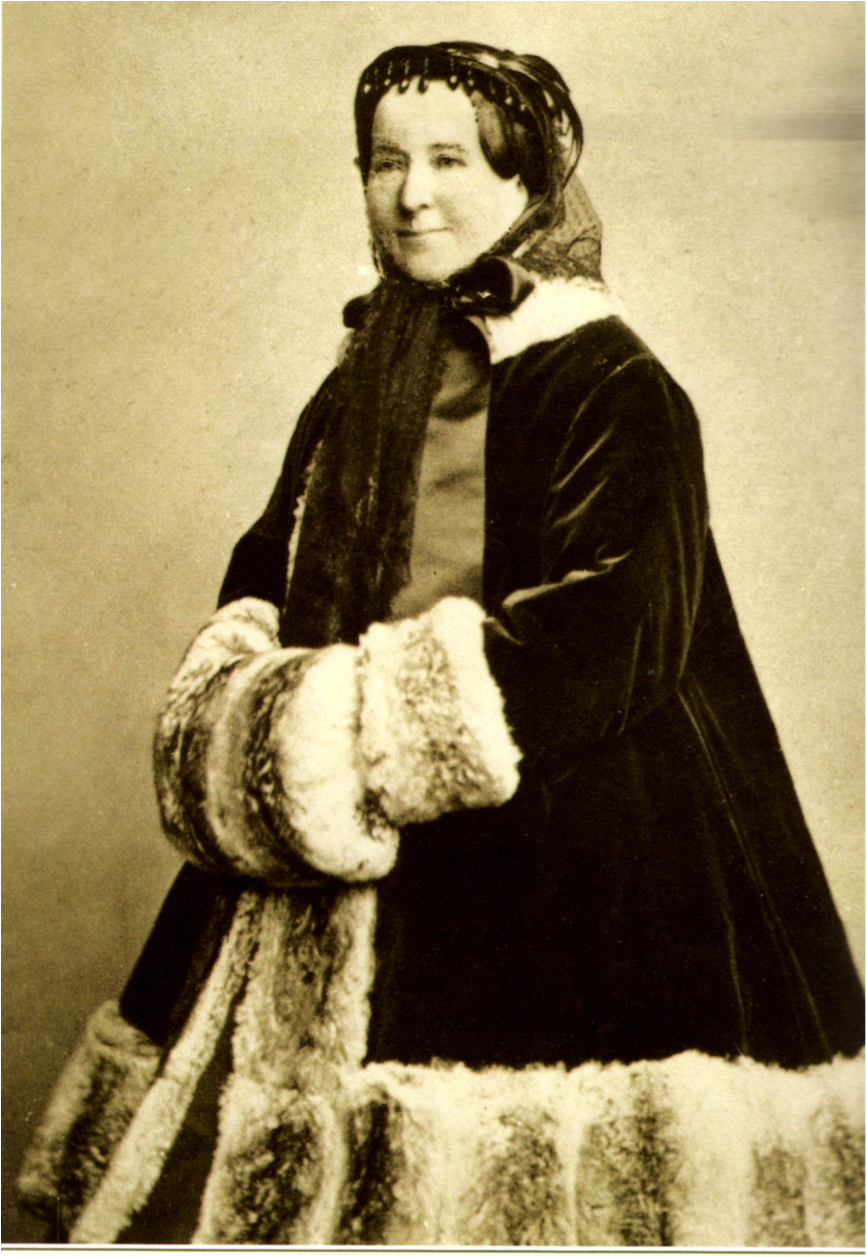
Amalie von Griechenland mit Chinchillamuff und chinchillaverbrämten Mantel (1867)
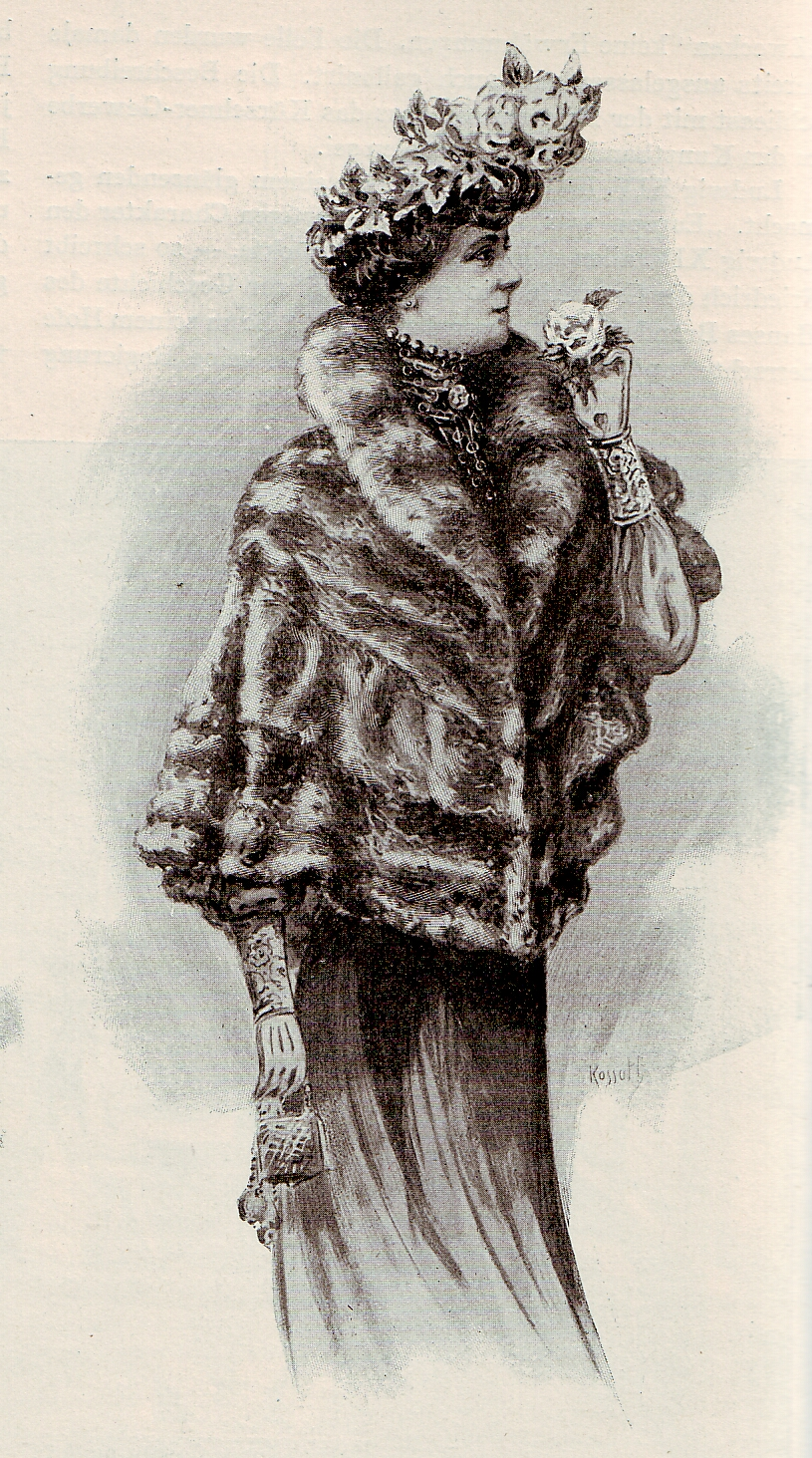
Chinchillacape (1899)
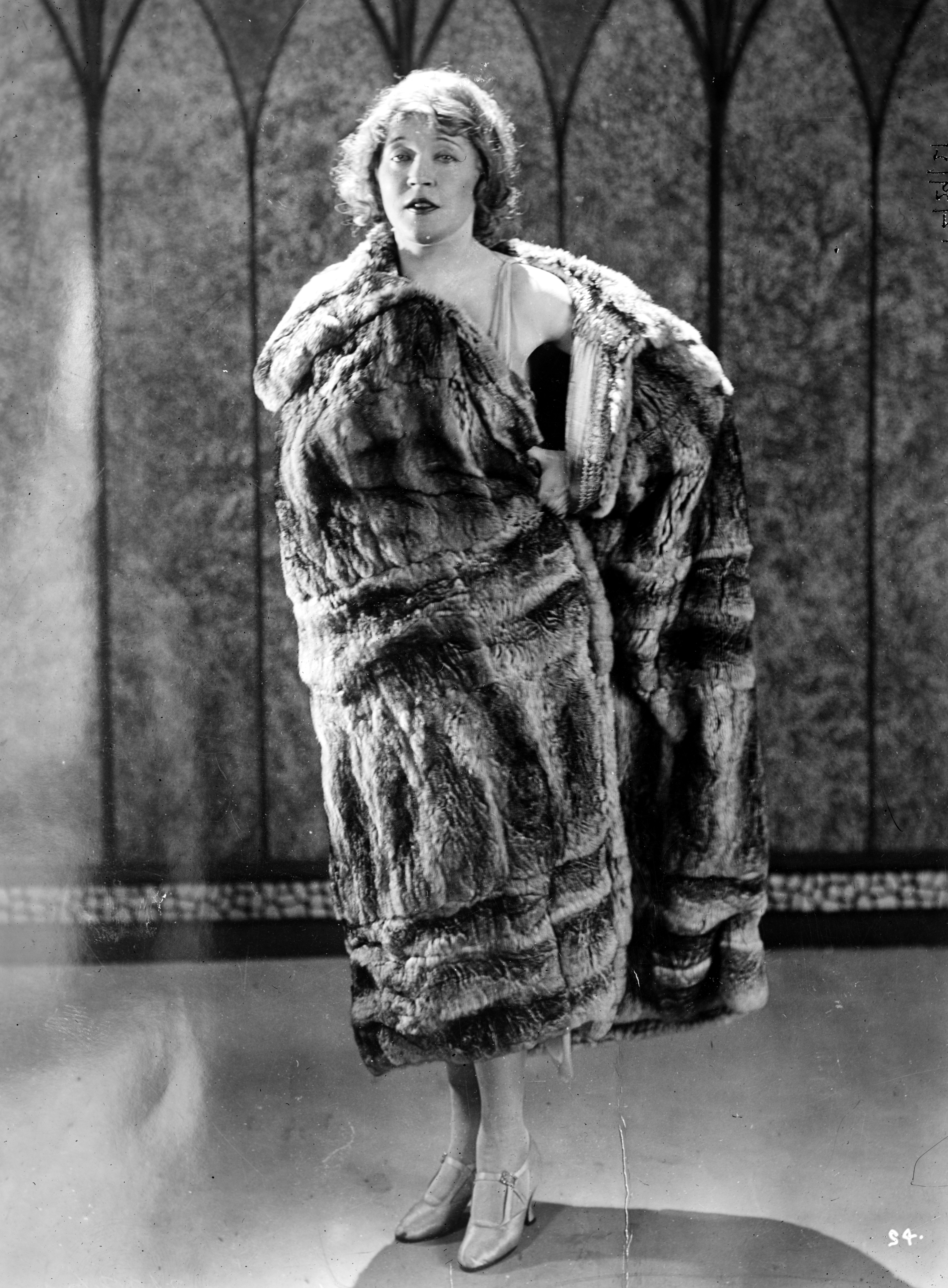
Mae Murray (1885–1965) im Chinchillacape
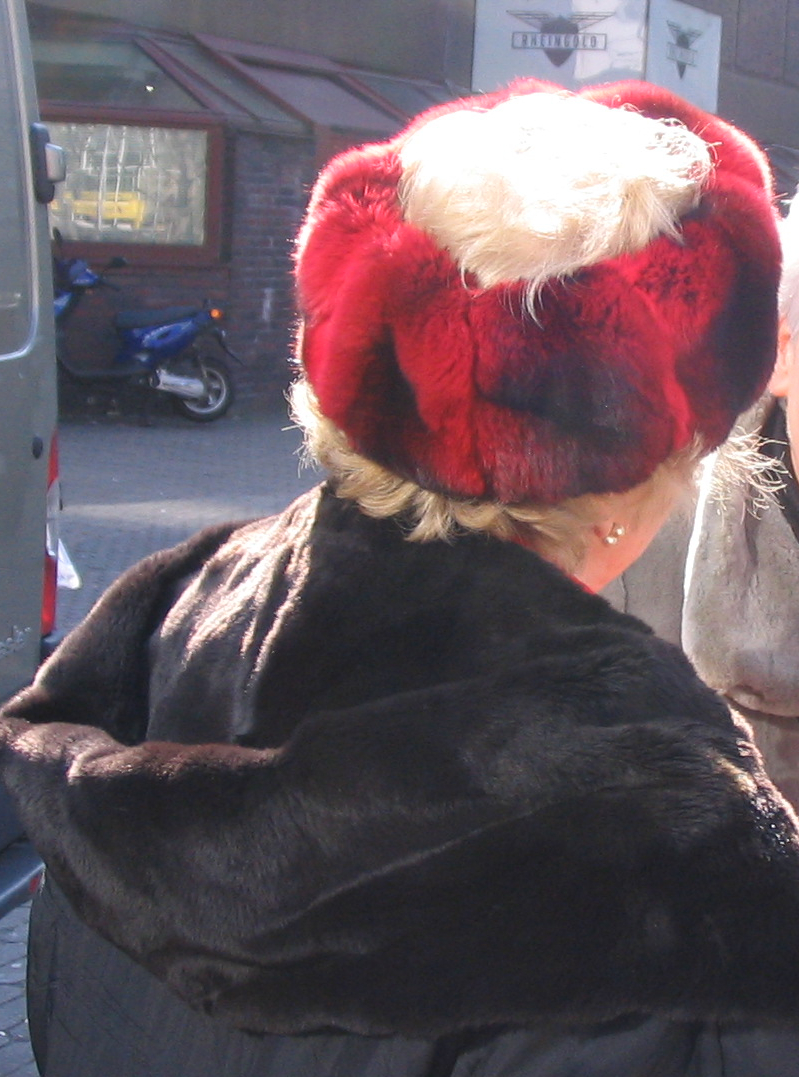
Stirnband, gefärbt (2011)
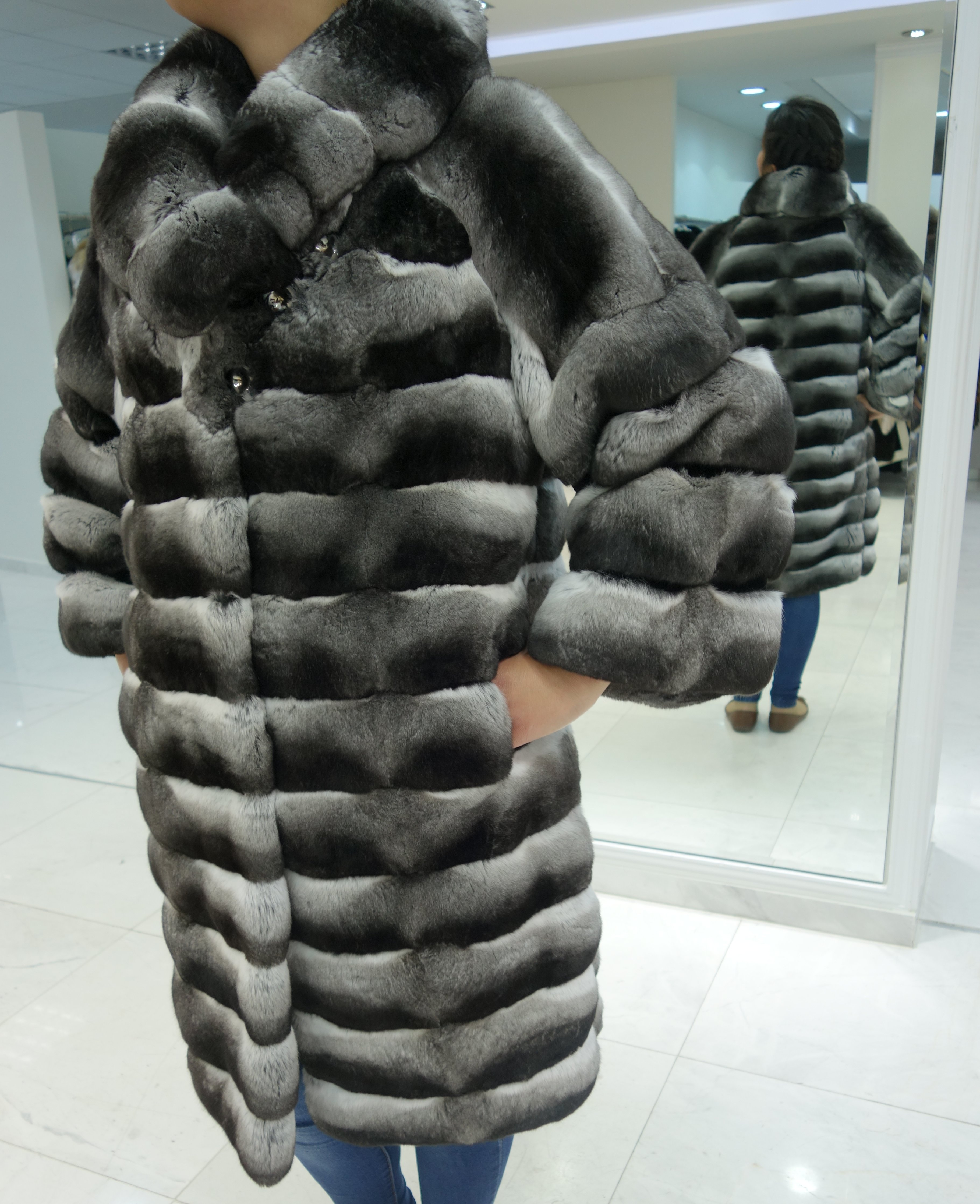
Chinchillamantel (Griechenland, 2014)

## Zahlen, Fakten

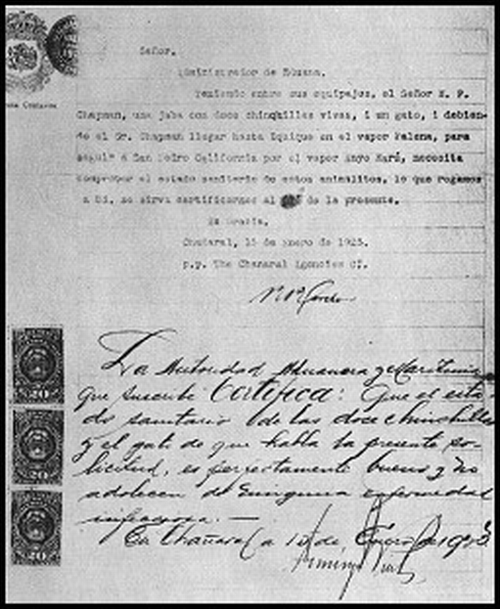
Exporterlaubnis für die Chapman-Chinchillas (Chile 15. Januar 1923)

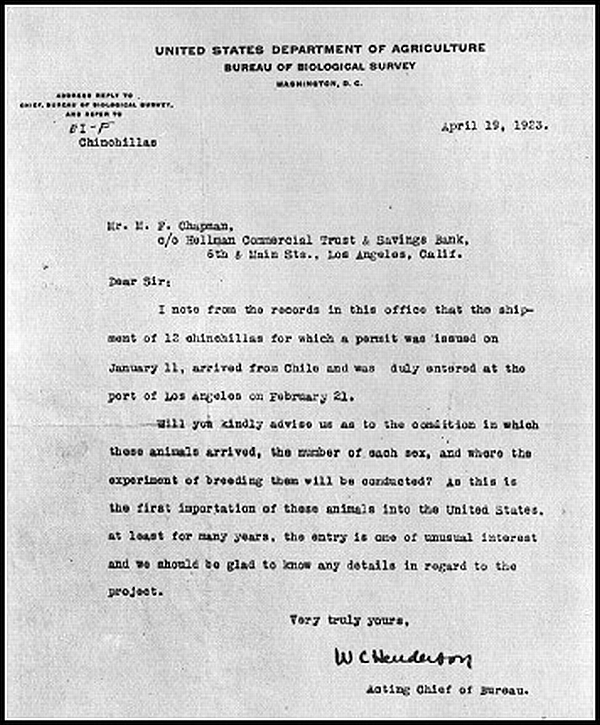
Bestätigung der Ankunft der Chapman-Chinchillas in den USA (19. April 1923)

- 1863 wurden jährlich durchschnittlich 30.000 Chinchillafelle dem Leipziger Markt zugeführt.[40] Die Gesamtproduktion betrug jährlich 100.000 mit einem Wert von insgesamt 80.000 Talern.[41] Echte Chinchilla kosteten etwa 15 bis 20 Taler das Dutzend, Bastards und Chinchillona 2 bis 3 Taler das Dutzend.[42]

- 1890 gab Poland von der Londoner Auktionsgesellschaft den Gesamtanfall von Chinchillafellen aller Arten zusammen mit 100.000 Stück an. Er bewertete die echten mit 89 Schilling das Dutzend, 8 Schillinge die Bastards und 5 Schillinge für die Chinchillonas.[42]

- 1895 wurden die ersten Chinchilla-Zuchterfolge in Chile erzielt.[27]

- 1898 betrug die Ausfuhr aus Chile, dem Hauptlieferanten, 392.388 Chinchillafelle. 1905 war sie bereits auf 247.836 Stück abgesunken, 1914 waren es nur noch rund 4000. In der Saison 1927/1928 wurden nicht einmal 1000 Chinchillas gefangen.[9]

- 1899 erzielte Chinchillaspezialist Richard Gloeck seinen größten Umsatz mit 78.500 Chinchillafellen, die bis zu 12,50 Mark das Stück erbrachten. Die erste direkte Ware kaufte er bei dem damals dafür einzigen Importeur, der Firma Felix Faure & Co. in Le Havre, deren Inhaber der spätere Präsident der Französischen Republik war.[18][43]

- Für 1900 bezifferte Gloeck seinen bisher in Leipzig getätigten Umsatz auf rund 300.000 Stück, bei einem Höchstpreis von £ 4,05 das Fell. Im Jahr 1910 betrug sein zurückgegangener jährlicher Umsatz 17.000 Stück, der Fellpreis war jedoch auf ₤ 32,15 angestiegen. 1914 waren es nur noch 4000 Stück zu ₤ 60,70. Später, als nur noch ganz geringe Mengen auf den Markt kamen, stand Chinchilla mit ₤ 190,- an der Spitze der Preistabellen.[9]

- Für 1900 bis 1915/19 hat Gloeck 1934 aus Londoner Auktionskatalogen folgende Zahlen zusammengestellt, hier mit den erzielten Höchstpreisen in Mark je Fell:

| Mengen und Preisbewegungen in London | Mengen und Preisbewegungen in London | Mengen und Preisbewegungen in London | Mengen und Preisbewegungen in London | Mengen und Preisbewegungen in London | Mengen und Preisbewegungen in London |
| ------------------------------------ | ------------------------------------ | ------------------------------------ | ------------------------------------ | ------------------------------------ | ------------------------------------ |
| 1900                                 | ca.                                  | 300.000                              | Stück                                | bis                                  | 17 M.                                |
| 1901                                 | ca.                                  | 300.000                              | Stück                                | bis                                  | 20 M.                                |
| 1902                                 | ca.                                  | 175.000                              | Stück                                | bis                                  | 26 M.                                |
| 1903                                 | ca.                                  | 150.000                              | Stück                                | bis                                  | 18 M.                                |
| 1904                                 | ca.                                  | 111.000                              | Stück                                | bis                                  | 25 M.                                |
| 1905                                 | ca.                                  | 45.000                               | Stück                                | bis                                  | 37 M.                                |
| 1906                                 | ca.                                  | 45.000                               | Stück                                | bis                                  | 37 M.                                |
| 1907                                 | ca.                                  | 56.000                               | Stück                                | bis                                  | 36 M.                                |
| 1908                                 | ca.                                  | 52.000                               | Stück                                | bis                                  | 35 M.                                |
| 1909                                 | ca.                                  | 24.000                               | Stück                                | bis                                  | 135 M.                               |
| 1910                                 | ca.                                  | 17.000                               | Stück                                | bis                                  | 135 M.                               |
| 1911                                 | ca.                                  | 13.500                               | Stück                                | bis                                  | 150 M.                               |
| 1912                                 | ca.                                  | 21.000                               | Stück                                | bis                                  | 180 M.                               |
| 1913                                 | ca.                                  | 4.000                                | Stück                                | bis                                  | 150 M.                               |
| 1914                                 | ca.                                  | 4.000                                | Stück                                | bis                                  | 155 M.                               |
| 1915/19                              | Mengen unbekannt                     | Mengen unbekannt                     | Mengen unbekannt                     | bis                                  | 255 M.                               |

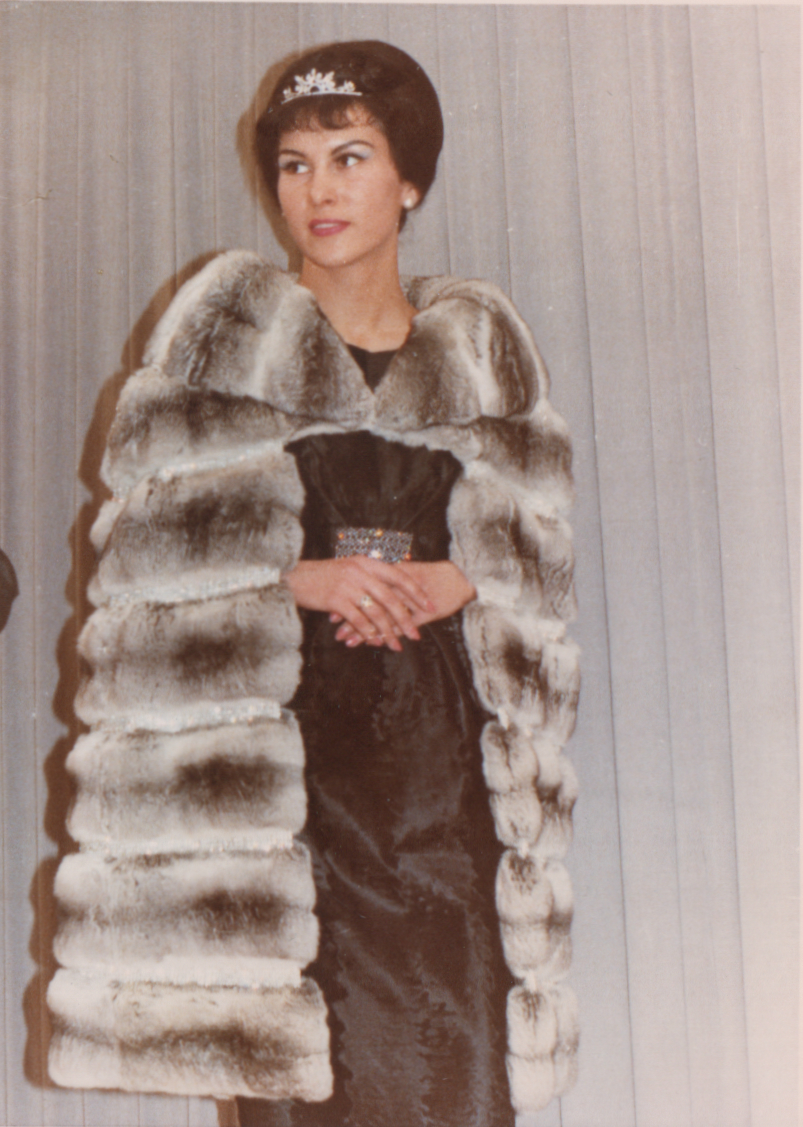
Kleid aus russischem Persianer-Breitschwanz, darüber ein Chinchillacape (Pelzmesse Frankfurt/Main, 1964)

- 1910 errechnete Emil Brass den jährlichen Anfall auf etwa 120.000 echte Chinchillas (Bolivianos und Chinchillonas), worunter etwa 6000 der ganz feinen Peruaner und etwa 25.000 Bastardchinchillas waren. Wenige Jahre früher führte Chile allein jährlich 80 bis 100.000 Stück Bastarde aus. Die echten kosteten damals etwa 900 Mk. das Dutzend, die Bolivianos 500 Mk., Bastardchinchillas und Chinchillonas etwa 300 Mk. das Dutzend. Gegenwärtig kommen etwa 2 bis 3000 Stück und Bastards etwa 6 bis 8000 Stück jährlich an den Markt. Der Preis ist auch erheblich gestiegen, da das Material bei der herrschenden Mode eben zu knapp ist. Bolivianos und echte kosten heute mindestens 8 bis 10.000 Goldmark, Bastarde 2 bis 3000 Mk. das Dutzend. Augenblicklich geht die Hauptmenge der zum Verkauf kommenden Felle nach Newyork, ein anderer Teil kommt nach London zur Auktion, ein kleiner Teil direkt nach Paris und Havre. Nach Deutschland kommt so gut wie nichts mehr davon. Vielfach werden die Felle als Rimessen an europäische Bankhäuser gesendet, da sie eben sehr wertvoll sind, wenig Raum wegnehmen und stets sofort zu verwerten sind. In Deutschland herrscht schon seit einigen Jahren ein großer Mangel an Chinchillafellen, und sind solche sehr schwer aufzutreiben, wenn Nachfrage danach eintritt. Man wagt aber nicht, beim Einkauf aus der ersten Hand die hohen Preise anzulegen, die Neuyork und Paris dafür bezahlt. Dagegen findet eine Art „Chinchilla-Ersatz“ einen großen Absatz in Deutschland, die Chinchillaratte.[42]

- 1911 brachte „Chinchilla-König“ Gloeck aus Chile einen, in einer Familie mit zwei weiteren Tieren gehaltenen, Chinchillabock mit, der bei ihm noch 11 Jahre lebte. Er erwarb später ein Weibchen dazu, die erhoffte Vermehrung fand jedoch nicht statt.[27][25]

- 1925 bietet der Rauchwarengroßhändler Jonni Wende an: Chinchilla: Echte 100 bis 300 Reichsmark; Bastard 35 bis 70 Reichsmark; Ratten 6 bis 11 Reichsmark.[44]

- 1926 gründete der Bergbauingenieur Mathias F. Chapman in Inglewood in Kalifornien die erste Chinchillafarm.[27]

- 1927 gründete der Schwede Nilsson bei Abra Pampa die erste Chinchillafarm in Argentinien.[27]

Die Chapman-Zucht war auf 150 Tiere angewachsen, das erste Zuchtpaar wurde für 5000 Dollar verkauft.
- 1930 gründete Ferger in Chile die erste Zucht mit der Art Ch. chinchilla boliviana.[27]

- 1933 wurde ein Chinchillazuchtpaar für 3200 Dollar verkauft.[27]

- 1934 brachte der Norweger Holst 16 Tiere Ch. chinchilla Boliviana nach Norwegen.[27]

- 1936 wurde die erste Chinchillazüchter-Vereinigung gegründet, die National Chinchilla Breeder of America.[27]

Der Anfall von Chinchillafellen war bereits so gering, dass ein Kürschner in Milwaukee, USA fünf Jahre für das Sammeln zusammenpassender Felle gebraucht hatte, bis er den Mantel im Verkaufswert von 25.000 Dollar ausliefern konnte.
- Anfang der 1950er Jahre fand in New York bei der New York Auction Co. die erste Versteigerung von Chinchillafellen statt. Spitzenqualitäten, die nur in kleinen Mengen – wenige Bunde – zum Angebot kamen, erzielten Preise von $ 75,- bis $ 150,-. Der allergrößte Teil der Ware wurde zu wesentlich niedrigeren Preisen verkauft. Sie lagen zwischen $ 10,- und $ 15,-. Gegenüber den hohen Erwartungen der Züchter war diese erste Auktion ein Misserfolg.[29]

- Im März 1952 gab es in den USA 8600 Chinchillazüchter mit insgesamt rund 250.000 Chinchillas. Als zu den größten Unternehmen gehörend wurde die Zucht M. F. Chapmans genannt (siehe im Artikel), die nach dessen Tod von seinem Sohn weiter geführt wurde. Auch in Kanada soll es zu der Zeit viele Tausende von Zuchttieren gegeben haben. Im Gegensatz zu diesen Ausmaßen war die Zucht bis dahin in Europa nur sehr beschränkt aufgenommen worden. – Praktisch waren die Felle bis dahin gar nicht im Handel aufgetaucht, die Erlöse der Betriebe wurden fast ausschließlich mit dem Verkauf von Zuchttieren erzielt. Der Preis für ein Zuchtpaar betrug immer noch die erhebliche Summe von 600 bis 900 Dollar, gegenüber 3200 Dollar im Jahr 1940.[3]

Die National Chinchilla Breeders of America veranstalteten die erste Chinchillafell-Ausstellung in Kalifornien.
- 1953 stieg Beliebtheit der Chinchillazucht in der Bundesrepublik zunehmend an; Münzing und Zettl begannen als erste mit der Zucht.[27]

- 1954 wurden in New York die ersten 10.850 Chinchillafelle versteigert, der Preis für ein Fell betrug etwa 15 Dollar. Die Spitzenfelle erhielten die Bezeichnung Embrass.[27]

- 1955 begann die Mutations-Chinchillazucht in Amerika.[27]

- 1956 verbrannte die Farmers Cooperative of America 12.000 minderwertige Chinchillafelle.[27]

- 1957 fand die erste Chinchillatagung in Europa statt.[27]

Europa kam als neuer Absatzmarkt für amerikanische Chinchillas hinzu, über 20 Prozent der Felle gingen in europäische Länder. Die gesamte, restlos verkaufte Fellernte betrug in dem Jahr 40.000 Stück. Das bedeutete gleichzeitig eine Zunahme von 700 Prozent des Bedarfs der amerikanischen Rauchwarenindustrie gegenüber 1954, als Chinchilla zum ersten Mal auf dem Markt angeboten wurde. Der Durchschnittspreis für Empress-Felle betrug im Jahr zuvor 33,36 Dollar, Spitzenqualitäten erlösten 78 Dollar. Der Durchschnittspreis für die gesamte Ware einschließlich der Empress-Qualitäten lag bei 26,24 Dollar. 1957 stieg der Preis um 63 Prozent bei um 20 Prozent besserer Fellqualität.
- 1958 konstituierte sich die europäische Chinchilla-Absatzgesellschaft Royal Chinchilla AG Zürich.[27]

- 1959 Beginn der Chinchillazucht in der DDR mit 24 Tieren (1972 wurde die Zucht wieder eingestellt).[27]

- Im Dezember 1960 wurden 100 Paar Chinchilla aus den USA in die Sowjetunion zum Aufbau einer Zucht ausgeführt.[46]

In Europa schlossen sich neun europäische Chinchillaverbände zum Syndikat der Europäischen Chinchillaindustrie zusammen.
- 1961 widmeten sich in Dänemark etwa 300 Betriebe mit einem Bestand von 4000 Tieren der Chinchillazucht.[47]

In Zürich fand die erste europäische Chinchillaausstellung statt.
- 1963 lieferten die beiden damals größten Chinchillazüchter-Organisationen, Empress- und Aurora-Chinchilla-Association ca. 100.000 Felle. Alle Felle kamen zugerichtet in den Handel.[29] 1970 schlossen sich die beiden US-amerikanischen Gesellschaften zu einer gemeinsamen Absatzorganisation zusammen.[46] Da in Nordamerika die meisten Chinchillafelle anfielen, schickten auch die Züchter anderer Länder ihre Felle meist nach dort, zumal in den USA, im Gegensatz zu den meisten Ursprungsländern, hier bereits leistungsfähige Zurichtereien und Färbereien für das Material bestanden.[29]

1963 wurde in Südafrika und Südwestafrika (heute Namibia) seit etwa vier Jahren intensiv Chinchillazucht von etwa 2000 Züchtern betrieben. Die meisten davon hielten jedoch nur 10 bis 12 Tiere, rund 300 Züchter über 50 Tiere und über 100 Züchter 100 oder mehr Weibchen. Die Zuchttiere stammten aus den USA. In dem Jahr wurde mit einer Ernte von 2500 bis 3000 Fellen gerechnet. Der Ertrag war jedoch enttäuschend, da die Felle jedenfalls zu der Zeit nicht die gewünschte Qualität aufwiesen, obwohl die klimatischen Gegebenheiten als sehr günstig für die Chinchillazucht eingeschätzt wurden.

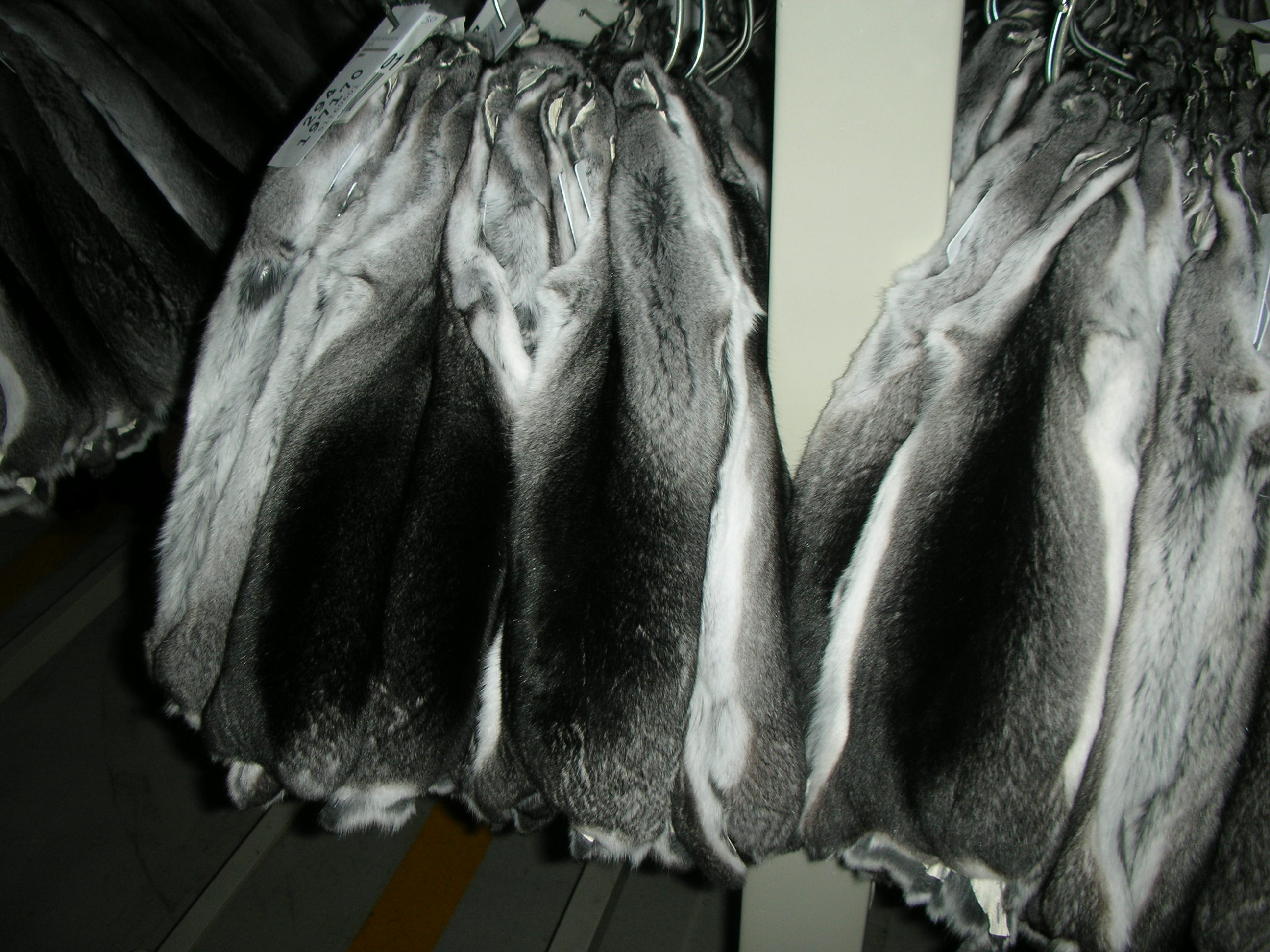
Chinchillafelle auf der Auktion in Kopenhagen (2009)

- 1963 waren die trotz durch fortwährende Auslese sich ständig verbessernder Qualität ohnehin gesunkenen Spitzenpreise erneut eingebrochen, für ausgesuchte naturelle blaue Felle weiblicher Tiere wurden etwa $ 45,- erzielt, der Durchschnittspreis bewegte sich zwischen $ 16,- und $ 18,-. Die geringsten Sorten (low grades) erbrachten $ 1,- bis $ 5, soweit sie überhaupt zu verkaufen waren. --- 90 Prozent der Felle waren gebläut.[29]

- 1967 kamen von den Chinchillazuchten Großbritanniens jährlich 12.000 bis 15.000 Felle in den Handel. Außer den vorab genannten Ländern waren von gewisser Bedeutung für die Fellart noch Kanada, Frankreich und Deutschland.[46] Der Weltfellanfall betrug zu der Zeit jährlich rund 100.000 Felle.[9]

- 1968 betrug der Pelztierbestand in den Zuchten der DDR: 1349 Chinchillas, 268.685 Nerze, 75.684 Nutrias und 3369 Edelfüchse.[27]

- 1972 stellte die DDR die Chinchillazucht wieder ein.

- 1976 fand in Frankfurt am Main die 1. Chinchilla-Bundesnationalschau statt.[27]

- 1985 fand in Crailsheim die 1. Europäisch-Amerikanische Chinchilla Leistungsschau statt.[27]

- 1986: Die in der Literatur angegebenen Zahlen des Weltangebots an Chinchillas waren recht unterschiedlich. Die skandinavische Züchtergemeinschaft SAGA nennt 1985/86 die USA mit 37.000, Kanada mit 19.000, die Bundesrepublik damals noch mit 15.000, Dänemark mit 6000, Argentinien mit 3000 und Österreich mit 2000 Fellen als Hauptlieferanten. Die tatsächliche Produktion dürfte bedeutend größer gewesen sein (damals geschätzt auf 200.000 bis 300.000 Felle).[6]

- 2011 brachte das Auktionshaus Kopenhagen Fur der dänischen Pelztierzüchter Chinchillafelle verschiedener nationaler Herkommen zur Auktion: im Februar 12.000 Felle, im April 12.000 Felle; im Juni 12.000 Felle; im September 14.000 Felle; im Dezember 20.000 Felle.[48]

- 2015 (abgerufen, ohne Erfassungs- bzw. Anlieferungsdatum): Aus Europa kamen etwa folgende Mengen Chinchillafelle in den Handel:

Belgien: 100; Bosnien: 6.000; Tschechische Republik: 2.200; Dänemark: 24.000; Estland: 4.600; Ungarn: 14.000; Rumänien: 17.000; Serbien: 10.000.

## Anmerkung
1. ↑  Die angegebenen vergleichenden Werte (Koeffizienten) sind das Ergebnis vergleichender Prüfung durch Kürschner und Rauchwarenhändler in Bezug auf den Grad der offenbaren Abnutzung. Die Zahlen sind nicht eindeutig, zu den subjektiven Beobachtungen der Haltbarkeit in der Praxis kommen in jedem Einzelfall Beeinflussungen durch Gerbung und Veredlung sowie zahlreiche weitere Faktoren hinzu. Eine genauere Angabe könnte nur auf wissenschaftlicher Grundlage ermittelt werden.
 Die Einteilung erfolgte in Stufen von jeweils 10 Prozent. Die nach praktischer Erfahrung haltbarsten Fellarten wurden auf 100 Prozent gesetzt.